# 田所あずさ
田所 あずさ（たどころ あずさ、1993年11月10日 - ）は、日本の女性声優、歌手。茨城県水戸市出身。所属事務所はホリプロインターナショナル、所属レーベルはランティス。
代表作は『ウマ娘 プリティーダービー』（シンボリルドルフ）、『半妖の夜叉姫』（もろは）、『アイカツ!シリーズ』（霧矢あおい、二階堂ゆず、 神城カレン）、『モンスターストライク』（オペコ）、『アイドルマスター ミリオンライブ!』（最上静香）などがある。

## 経歴
2011年10月10日、第36回ホリプロタレントスカウトキャラバン次世代声優アーティストオーディションでグランプリに選出され、ホリプロへの所属とランティスからのCDデビューが決定する。
2012年頃、エスエスケイフーズの宣伝用アニメーション、『サラダの国のサラ』のサラ役を演じ、声優としてデビューした。
2013年4月9日よりニッポン放送制作のラジオ番組『ミュ〜コミ+プラス』の火曜アシスタントに就任、以降2020年3月31日まで担当した。なお、卒業後の2021年3月25日をもって番組が終了したため、結果的に田所が番組史上就任期間最長のアシスタントとなった。
2013年10月からは「次世代声優アーティストオーディション」のファイナリストで同期である大橋彩香、木戸衣吹、山崎エリイ、Machicoらとアニメソング、ゲームソングのカバーライブイベント「Anisong Ichiban!! presented by HoriPro」を開催している。
2014年7月30日、ランティスからデビューアルバム『Beyond Myself!』をリリース、アーティストとしてもデビューした。同年8月24日、公式SNS「明るく元気にうしろ向き！」を開設、サイト内にファンクラブ「fuanZOO」を同時オープンした。なお、「fuanZOO」は2020年8月をもってFans'に移転している。
2015年5月31日、公式TwitterおよびFacebookを開設。

## 人物
キャッチフレーズは「明るく元気に後ろ向き」「不安でしょうがない！」。マネージャーの金成雄文からは真面目で素直だと評価されている。
趣味は裁縫、アルバム作り、カラオケ、ものまね、牛柄グッズ集め。特技はテニス、腕相撲、健康維持。また、ミニストップでアルバイトをしていたことがあるためソフトクリーム作りも得意である。好物はうどんと米粉パン。
テレビアニメ『犬夜叉』を見て、声優という職業に興味を持ち、人の心を動かせる職業に就きたいと夢見るようになった。目標の声優は矢島晶子。また『犬夜叉』で矢島演じる少年・琥珀を見て矢島の演技に感銘を受けたことから、自身も少年役をやることを目標としている。その後、『神達に拾われた男』で少年役となるリョウマ役を、『犬夜叉』の続編である『半妖の夜叉姫』にてもろは役での出演をそれぞれ叶えている。また、尊敬している声優に同い年の瀬戸麻沙美を挙げている。
中学・高校の頃はテレビドラマ『エースをねらえ!』の影響でテニス部に在籍していた。高校時代は硬式テニス部で部長を務めた。中学2年の頃には声優になりたいとは思っていたが、その方法がわからず高校では部活やアルバイトを熱心にしていた。進路に悩んでいた高校2年のとき、母校の卒業生に中島愛がいることを知り、オーディション雑誌を買ってホリプロタレントスカウトキャラバンに応募した。その中島とは後に『ミュ〜コミ+プラス』で度々共演していた。
自作の似顔絵をブログなどで公表している。4つ上の兄がおり、兄も田所の似顔絵を送ってくることがある。また、『ミュ〜コミ+プラス』では吉田尚記（ニッポン放送アナウンサー）の似顔絵をTシャツ化し、コミケやライブツアーの物販で販売した。吉田は田所について、天然でかなり独自の視点を持っている、物事を途中で投げ出さないところに感心すると述べている。

## 出演
太字はメインキャラクター。

### テレビアニメ
2012年
- だから僕は、Hができない。（女子生徒、飯頼宗緒）
- この中に1人、妹がいる!（生徒）
- アイカツ!（2012年 - 2016年、霧矢あおい）

2013年
- カーニヴァル（ナース）
- 勇者になれなかった俺はしぶしぶ就職を決意しました。（フィノ・ブラッドストーン）

2014年
- 47都道府犬R（茨城犬）
- 健全ロボ ダイミダラー（呉屋せわし子）
- 極黒のブリュンヒルデ（鷹鳥小鳥）
- ひめゴト（ヒロ）
- 東京ESP（江戸山紫）
- マルタの冒険（2014年 - 2017年、オック） - 3シリーズ

2015年
- デス・パレード（女性客）
- 電波教師（女子生徒C、女子生徒A、式島切子）
- 響け!ユーフォニアム（2015年 - 2024年、佐々木梓、吹奏楽部員） - 3シリーズ

2016年
- 無彩限のファントム・ワールド（ルル）
- ディバインゲート（ベディヴィア、アーサー〈少年〉、ヘグニ）
- ばくおん!!（佐倉由女）
- アイカツスターズ!（2016年 - 2018年、二階堂ゆず、霧矢あおい） - 2シリーズ
- ビッグオーダー（壱与）
- TRICKSTER -江戸川乱歩「少年探偵団」より-（2016年 - 2017年、中村奈緒）
- ルガーコード1951（ヨナガ）

2017年
- 政宗くんのリベンジ（2017年 - 2023年、双葉妙） - 2シリーズ
- 終末なにしてますか? 忙しいですか? 救ってもらっていいですか?（クトリ・ノタ・セニオリス）
- sin 七つの大罪（アスタロト）
- ユラユラすいぞくかん（ラッコ、ナレーション 他）
- ウパプロ（ウパヒコ 他）
- クイズとき子さん（海老原さん）
- アイスくりたろう（くりたろう）
- ちょびっとづかん（ハタキツボネ 他）

2018年
- ポチっと発明 ピカちんキット（2018年 - 2020年、あたる、ハロ、女子C）
- ヴァイオレット・エヴァーガーデン（ルクリア・モールバラ）
- ポプテピピック（2018 - 2021年、ピピ美〈第8話Aパート / 再放送リミックス版2話Aパート〉）
- メルヘン・メドヘン（2018年 - 2019年、日野さち）
- ウマ娘 プリティーダービー（2018年 - 2023年、シンボリルドルフ） - 3シリーズ
- アイカツフレンズ!（2018年 - 2019年、神城カレン） - 2シリーズ
- PERSONA5 the Animation（女子アナ）
- BanG Dream! ガルパ☆ピコ（2018年 - 2022年、瀬田薫） - 3シリーズ

2019年
- BanG Dream!（2019年 - 2022年、瀬田薫） - 2シリーズ + 1作品
- 3D彼女 リアルガール（秋山麗子）
- 転生したらスライムだった件（2019年 - 2024年、クロエ） - 3シリーズ
- ナカノヒトゲノム【実況中】（キッカ）
- 神田川JET GIRLS（2019年 - 2020年、紫集院かぐや）
- ライフル・イズ・ビューティフル（2019年 - 2020年、辻まりな）
- アイカツオンパレード!（2019年 - 2020年、神城カレン、二階堂ゆず、霧矢あおい）
- Z/X Code reunion（纏の姉）

2020年
- BORUTO-ボルト- NARUTO NEXT GENERATIONS（まどかテントウ）
- プリンセスコネクト!Re:Dive（ミフユ）
- うまよん（シンボリルドルフ）
- 半妖の夜叉姫（2020年 - 2022年、もろは） - 2シリーズ
- 神達に拾われた男（2020年 - 2023年、リョウマ・タケバヤシ） - 2シリーズ
- ぐらぶるっ!（ヴェトル）

2021年
- ワンダーエッグ・プライオリティ（長瀬小糸）
- アイカツプラネット!（スマートキュウビ）
- SSSS.DYNAZENON（鳴衣、蓬の祖母、合唱部女子α） - 2023年に劇場総集編公開
- セブンナイツ レボリューション -英雄の継承者-（ミナ）
- MUTEKING THE Dancing HERO（ナオミ）
- ブルーピリオド（事務員）
- おじゃる丸（2021年 - 2023年、ケンの同級生、おやゆびちゃん、プリン姫）

2022年
- 明日ちゃんのセーラー服（四条璃生奈）
- リアデイルの大地にて（ケイリナ）
- 惑星のさみだれ（朝日奈氷雨）
- シャインポスト（池柴朱）
- アークナイツ（2022年 - 2023年、テキサス） - 2シリーズ

2023年
- 便利屋斎藤さん、異世界に行く（ニニア）
- もののがたり（斎） - 2シリーズ
- 老後に備えて異世界で8万枚の金貨を貯めます（アリーナ）
- アイドルマスター ミリオンライブ!（最上静香）
- レヱル・ロマネスク2（切子）
- シャドウバースF（2023年 - 2024年、幼いライト）

2024年
- 百千さん家のあやかし王子（なまず）
- 遊☆戯☆王ゴーラッシュ!!（2024年 - 2025年、ゼイエト）
- 菜なれ花なれ（伊沢野苺）
- VTuberなんだが配信切り忘れたら伝説になってた（相馬有素）
- アクロトリップ（野次馬カップル女性）

2025年
- どうせ、恋してしまうんだ。（倉敷千夏）
- ウマ娘 シンデレラグレイ（シンボリルドルフ）
- スライム倒して300年、知らないうちにレベルMAXになってました ～そのに～（ミスジャンティー）
- CITY THE ANIMATION（雨飾えり）

### 劇場アニメ
2010年代
- 言の葉の庭（2013年）
- PERSONA3 THE MOVIE #2 Midsummer Knight's Dream（2014年、女性B）
- アイカツ！シリーズ（2014年 - 2023年、霧矢あおい） - 4作品
- 劇場版 アイカツスターズ!（2016年、二階堂ゆず）
- 響け!ユーフォニアム（2016年 - 2019年、佐々木梓、吹奏楽部員〈加部友恵〉） - 3作品
- ポッピンQ（2016年、深町美晴）
- 劇場版 マジンガーZ / INFINITY（2018年、マジンガールズ〈オレンジ〉）
- ヴァイオレット・エヴァーガーデン 外伝 - 永遠と自動手記人形 -（2019年、ルクリア・モールバラ）
- BanG Dream! FILM LIVE / 2nd Stage（2019年 - 2021年、瀬田薫） - 2作品

2020年代
- モンスターストライク THE MOVIE ルシファー 絶望の夜明け（2020年、オペコ）
- 劇場版 BanG Dream! ぽっぴん'どりーむ!（2022年、瀬田薫）
- ガディガルズ（2022年）
- 小林さんちのメイドラゴン さみしがりやの竜（2025年、妖精娘）

### OVA
- だから僕は、Hができない。（2013年、飯頼宗緒） - コミックス第4巻限定版付属BD
- 響け！ユーフォニアム「かけだすモナカ」（2015年、チームもなか） - 第1期Blu-ray第7巻収録番外編
- デジモンアドベンチャー tri. 第1章「再会」（2015年）
- 『sin 七つの大罪』ショートアニメ「懺悔録」（2017年、アスタロト） - Web未公開エピソード
- バジャのスタジオ（2017年、ココ[91]）
- 政宗くんのリベンジ（2018年、双葉妙） - コミックス第10巻OAD付き特装版
- ウマ娘 プリティーダービー BNWの誓い（2018年、シンボリルドルフ）
- フラグタイム（2019年[92]）
- 神田川JET GIRLS ここから始まる東京ガールズプロモーション（2020年、紫集院かぐや）
- 転生したらスライムだった件（2020年、クロエ） - 漫画版第14 - 16巻OAD付き限定版
- うまよん（2021年、シンボリルドルフ） - Blu-ray BOX新作ショートアニメ
- ガールズ&パンツァー 最終章（2021年、ベル[93]）

### Webアニメ
2010年代
- あぐかる PLAY WITH IBARAKI編（2014年、すけ美）
- 弱酸性ミリオンアーサー（2016年、スリング、レプゼン、嬢C）
- 『sin 七つの大罪』ショートアニメ「懺悔録」（2017年、アスタロト）
- モンスターストライク（2019年、オペコ）

2022年
- 人魚姫のごめんねごはん（エラ姫）
- ブルーアーカイブ 1.5周年記念ショートアニメーション（黒舘ハルナ）
- うまゆる（2022年 - 2023年、シンボリルドルフ）

2023年
- スペアイ SPACE IDOL（ロッコ）

### ゲーム
2012年
- アイカツ! シリーズ（2012年 - 2016年、霧矢あおい、二階堂ゆず） - 6作品
- 海賊魂（ミナモト・ヒカリ）

2013年
- アイドルマスターシリーズ（2013年 - 2025年、最上静香） - 7作品
- 星霜のアマゾネス（クノイチ）

2014年
- 筋トレ彼女（すず音）
- ソードアート・オンライン -ホロウ・フラグメント-
- ようこそ!ファミーユへ（水沢あおい）

2015年
- VALKYRIE DRIVE -SIREN-（沙粧うらら）
- 乖離性ミリオンアーサー（【騎士】技巧型コーマック 他）
- 白猫プロジェクト（リース・ヴァレリア）
- しんぐんデストロ〜イ!（最上静香）
- 超銀河船団（ジュリー・ブライリー、トールノス）
- 戦え!プリンセスドール（瑠璃城すみれ、おこじょ、クロエ）
- Diss World（マカロン）
- プリンセスコネクト!（大神美冬）

2016年
- アイカツスターズ！（2016年 - 2017年、二階堂ゆず、霧矢あおい）
- アイカツスターズ! Myスペシャルアピール（二階堂ゆず）
- AKIBA'S BEAT（星野サキ）
- アリスオーダー（天使、大天使、熾天使、神宮あかね）
- あんさんぶるガールズ!!（花音ことり）
- アンジュ・ヴィエルジュ 〜第2風紀委員 ガールズバトル〜（グラディーサ）
- グラナド・エスパダ（ジェイナ）
- グランブルーファンタジー（2016年 - 2021年、ヴェトル / オネイロス、フェルト）
- 真空管ドールズ（結月）
- 神撃のバハムート（マムラング）
- スターレット（リサ）
- ドリフトガールズ（クロディア）
- ヴィリアントナイツ（シンディア・ホーリー）
- ブレイブソード×ブレイズソウル（三池典太、災厄の蒼花アブソリュート）
- りっく☆じあ〜す（富山ひみ子、滝ヶ原 珠洲那、87式偵察警戒車、支援戦闘機F-2）
- ワールドクロスサーガ -時と少女と鏡の扉-（ナタク）

2017年
- 超銀河船団インフィニティ（ウルーク）
- バンドリ！ ガールズバンドパーティ！（2017年 - 2025年、瀬田薫）
- 魔法少女ノブナガサーガ（リュウビ）
- ゴシックは魔法乙女〜さっさと契約しなさい!〜（クトリ・ノタ・セニオリス）
- ウチの姫さまがいちばんカワイイ（クトリ・ノタ・セニオリス）
- クイズRPG 魔法使いと黒猫のウィズ（テーラ・プラエ）
- マギアレコード 魔法少女まどか☆マギカ外伝（牧カオル）

2018年
- プリンセスコネクト！Re:Dive（2018年 - 2025年、ミフユ / 大神美冬）
- データカードダス アイカツフレンズ！（神城カレン、霧矢あおい、二階堂ゆず）
- ブラウンダスト（グロリア）
- レイヤードストーリーズ ゼロ（マリアベル、ティーニャ）
- Shadowverse（ガルミーユ）
- ポチッと発明 ピカちんキット ゲームでピラメキ大作戦（あたる）

2019年
- 東方キャノンボール（鈴仙・優曇華院・イナバ）
- データカードダス アイカツオンパレード！（霧矢あおい、二階堂ゆず、神城カレン）
- モンスターストライク（2019年 - 2020年、ティル・ナ・ノーグ、オペコ）
- ドールズフロントライン（ジェリコ）

2020年
- 神田川JET GIRLS（紫集院かぐや）
- アークナイツ（テキサス、クルース）
- ART CODE SUMMONER （ウィリアム・アドルフ・ブグロー）
- 逆転オセロニア（エムプーサ）
- アナザーエデン 時空を超える猫（ミルシャ）
- アイカツプラネット!（スマートキュウビ）

2021年
- ブルーアーカイブ -Blue Archive-（2021年 - 2024年、黒舘ハルナ）
- ウマ娘 プリティーダービー（2021年 - 2025年、シンボリルドルフ）
- アークオーダー（デメテル）
- 琉璃樱（樱）
- ブラック・サージナイト（グローウォーム）
- sin 七つの大罪 X-TASY（アスタロト）
- シンスメモリーズ 星天の下で（里美英）
- ファンタシースターオンライン2 ニュージェネシス（ナーデレフ）

2022年
- プリコネ！グランドマスターズ（ミフユ）
- 転生したらスライムだった件 魔王と竜の建国譚（2022年 - 2023年、クロエ・オベール / 仮面の勇者、最上静香）
- コードギアス 反逆のルルーシュ ロストストーリーズ（クラリス・ガーフィールド）
- m HOLD'EM（槍原凪）
- エターナルツリー（フロレア）
- ユアマジェスティ（ミコ）

2023年
- デュエル・マスターズ プレイス（ピピ美）
- サクライグノラムス（モナリザ）
- 城とドラゴン（ビートルガール）
- 瑠璃櫻（サクラ）
- BLUE PROTOCOL（プレイヤー）
- 超探偵事件簿 レインコード（クラネ）
- タワーオブスカイ（ミアンナ）
- ガーディアンテイルズ（クロセル / モニカ）

2024年
- ウマ娘 プリティーダービー 熱血ハチャメチャ大感謝祭!（シンボリルドルフ）
- レゾナンス:無限号列車（イール）
- プロジェクトセカイ カラフルステージ! feat. 初音ミク（2024年 - 2025年、白虎町涼）
- 魔女のふろーらいふ（月坂八千代）

2025年
- ポケモンマスターズEX（ハルト）

### ドラマCD
2015年
- 魔法少女育成計画 in Dreamland（ラ・ピュセル）
- 劇場版 アイカツ! 録り下ろしオリジナルドラマCD（霧矢あおい）
- アイドルマスター ミリオンライブ! シリーズ（2015年 - 、最上静香）

2016年
- アイカツ!ミュージックアワード 録り下ろしオリジナルドラマCD（霧矢あおい）

2017年
- アイカツ! ねらわれた魔法のアイカツ!カード オリジナルドラマCD（霧矢あおい）
- 劇場版 アイカツスターズ! オリジナルドラマCD（二階堂ゆず）
- ウマ娘 プリティーダービー STARTING GATE 06（シンボリルドルフ）

2018年
- TVアニメ/データカードダス『アイカツ!』&『アイカツスターズ!』スペシャルドラマCD（霧矢あおい、二階堂ゆず）
- チョコレート・ヴァンパイア第8巻特装版ドラマCD（篝月霖）
- プリンセスコネクト！Re:Dive PRICONNE CHARACTER SONG 06（ミフユ）

2021年
- 響け！ユーフォニアム 5th Anniversary Disc 〜きらめきパッセージ〜（佐々木梓）

### 吹き替え

#### 映画
- PROSPECT プロスペクト（2019年、シー〈ソフィー・サッチャー〉[158]）
- ナイト・ウォッチャー（2020年、アンドレア〈アナ・デ・アルマス〉）
- 悲しみより、もっと悲しい物語（2020年、シンディ〈アニー・チェン〉[159]）
- プロジェクトV（2021年、ファリダ〈シュ・ルオハン〉[160]）
- レジェンド・オブ・カンフー 太極拳（2021年、白青青 / 櫻落〈チャン・ヤン〉）
- 王朝の陰謀 判事ディーと天空の塔（2021年、ユンジュー〈ナン・チュア〉[161]）
- パーム・スプリングス（2021年、タラ〈カミラ・メンデス〉[162]）
- 返校 言葉が消えた日（2021年、ファン・レイシン〈ワン・ジン〉[163]）
- オールド（2022年、15歳のカーラ〈エリザ・スカンレン〉[164]）
- サイレント・ナイト（2023年、アレックス〈カービー・ハウエル＝バプティスト〉[165]）
- RRR（2023年、マッリ〈トゥインクル・シャルマ〉、幼少期のラーマ〈ヴァルン・ブッダデーヴ〉[166]）
- メドゥーサ デラックス（2024年、イネス〈カエ・アレクサンダー〉[167]）
- プロジェクト・サイレンス（2025年、シム・ユラ〈パク・ジュヒョン〉[168]）

#### ドラマ
- 今、私たちの学校は…（2022年、パク・ミジン〈イ・ウンセム〉[169]）
- 君を嫌いになる方法（2023年、オ・ミリ〈キム・ジイン〉[170]）

#### アニメ
- ANISAVA（2016年、セレーナ[171]）
- パフィンの小さな島（2025年、イザベル[172]）

### PV・CM
- エスエスケイフーズ「サラダの国のサラ」（2012年、サラ）
- ポムの樹「オムライスとろ篇」（2015年、オムライスとろ[173]）
- パナソニック「レッツノートXZシリーズ」（2017年[174]）
- 丸亀製麺「タル鶏天ぶっかけ」（2020年）
- わたしが恋人になれるわけないじゃん、ムリムリ!（※ムリじゃなかった!?） PV（2021年、王塚真唯[175]）
- ウマ娘 シンデレラグレイ（2021年、シンボリルドルフ[176]）
- 月が浮かぶ川 PV（2023年、ピョンガン[177]）

### ラジオ
※はインターネット配信。
- 田所あずさ・大橋彩香のラジオ ハジメテオ（2012年、文化放送・超!A&G+※）
- ミュ〜コミ+プラス（2013年 - 2020年 、ニッポン放送）火曜レギュラーアシスタント
- THE IDOLM@STER MillionRADIO（2013年 - 、ニコニコ生放送※）
- 勇者になれなかった俺たちはしぶしぶラジオを始めました。略して、「しぶラジ」（2013年 - 2014年、ランティスウェブラジオ※）
- 今夜もLBR!!（2014年 - 2015年、音泉※）
- 田所あずさのオールナイトニッポンモバイル（2014年 - 2017年、ニッポン放送※）
- ラジオ 極黒のブリュンヒルデ カズミと小鳥の「いちばん星み〜つけた!」（2014年、HiBiKi Radio Station※）[178]
- 『無彩限のファントム・ワールド』WEBラジオ「探偵ファントムスクープ」（2015年 - 2016年、音泉※）
- ANNi 田所あずさと天津向のどうせワレワレなんて・・・ → 田所あずさと天津飯大郎のどうせワレワレなんて・・・（2017年 - 2025年、ニッポン放送※）
- 声優NOTE（2017年、JFN系列）[179]
- 神達に拾われた男 田所あずさと桑原由気の 異世界スローラジオ（2020年、超!A&G+※）[180]
- 星街すいせい・田所あずさ 平行線すくらんぶる（2021年 - 2023年、超!A&G+※）[181]
- 神達に拾われた男 田所あずさと桑原由気の異世界スローラジオ2（2023年、超!A&G+※）[182]
- 田所あずさ・天津飯大郎どうもワレワレです…（2025年 - 、音泉※）[183]

### ラジオCD
- 「カズミと小鳥のいちばん星み〜つけた!」ラジオCD  vol.1 - 2（2014年）
- 田所あずさのオールナイトニッポンモバイル スペシャルCD（2015年）
- THE IDOLM@STER MILLION RADIO! DJCD Vol.01（2015年）

### オーディオドラマ
- ニッポン放送開局60周年ミュ〜コミ+プラス・ラジオドラマ「バック・トゥ・ザ・レディオ」（2014年、タドコロイド[184]）
- Pizza Hut × アイカツ！オリジナルWEBラジオ 午後はいちいちいちご気分！出張版 第1回（2014年、霧矢あおい）
- 「幕が上がる」スピンオフドラマ「カフが上がる」（2015年、小宮山美優）
- TVアニメ「ビッグオーダー」後日談的オリジナルオーディオドラマ（2016年、壱与）
- 七つの大罪 罪の告白 電脳グリモワール（2017年、アスタロト）
- ミュ〜コミプラス 勝手にラジオドラマ『けものフレンズ12. 42話』（2017年、ホルスタイン）
- SSSS.DYNAZENON ボイスドラマ（2021年、鳴衣）
- 白間美瑠のサクラバシ919「ユアマジェスティ ボイスドラマ」（2022年、ミコ、ラジオ大阪）

### 舞台・演劇
- ファンファーレプロデュース公演 覇天候Vol.3「SHIT AND LOBSTER」（2012年12月26日 - 12月30日、高円寺・明石スタジオ）
- 劇団天人菊「3月めらんこりぃー」（2013年3月18日・20日、新宿・シアターブラッツ）
- 声優×芸人 朗読劇「WARAI-GOE」（2021年11月7日、紀伊國屋ホール）
- 声優×芸人 朗読劇「WARAI-GOE〜encore〜」（2022年4月17日、よしもと有楽町シアター）
- 声優×芸人 朗読劇「WARAI-GOE」（2023年8月26日、紀伊國屋ホール）

### ナレーション
- ともちゃん友を呼ぶ!〜今ドキ女子バックアップバラエティ（2013年10月7日、TBSテレビ）
- 板野パイセンっ!!〜今ドキ女子バックアップバラエティ（2014年4月28日 - 9月22日、TBSテレビ）
- ジャパコンpresents『エージェントHaZAP』（2017年4月7日 - 、BSフジ）
- かまいガチ（2021年10月15日、テレビ朝日）
- 有田脳（2022年12月1日 - 、Amazon music ポッドキャスト）[185]

### テレビ番組
- 本物のお嬢様は誰だ?!お嬢様格付けチェック（2017年1月7日 - 3月25日、AT-X）
- WSB 〜ワールド シークレット ベース〜（2018年3月10日 - 2021年8月21日、AT-X）
- とにかくゆるく過ごしたい！（2021年11月15日 - 2025年1月13日、AT-X）[186]
- 踊る!さんま御殿!!（2022年9月27日、日本テレビ）[187]

### 映像商品
- THE IDOLM@STER 8th ANNIVERSARY HOP! STEP!! FESTIV@L!!!（2014年）[188]
- Animelo Summer Live 2013 -FLAG NINE- 8.24（2014年、アイドルマスターミリオンスターズとして出演）[189]
- THE IDOLM@STER M@STERS OF IDOL WORLD!!2014（2014年）[190]
- THE IDOLM@STER MILLION LIVE! 1stLIVE HAPPY☆PERFORM@NCE!! Blu-ray Day2（2014年）[191]
- Animelo Summer Live 2014 -ONENESS- 8.30（2015年、アイドルマスターミリオンスターズとして出演）[192]
- THE IDOLM@STER MILLION LIVE! 2ndLIVE ENJOY H@RMONY!! Live Blu-ray（2015年）[193]
- 田所あずさ ワンマンライブ2014 -Beyond Myself!- Live Blu-ray（2015年）[194]
- THE IDOLM@STER M@STER OF IDOL WORLD!!2015 Live Blu-ray（2016年）[195]
- THE IDOLM@STER MILLION LIVE! 3rdLIVE TOUR BELIEVE MY DRE@M!! LIVE Blu-ray （2016年）[196][197][198][199][200]
- Animelo Summer Live 2016 刻 -TOKI- 8.26（2017年、田所あずさ個人名義で出演）[201]
- THE IDOLM@STER MILLION LIVE! 4thLIVE TH@NK YOU for SMILE! LIVE Blu-ray DAY2/DAY3（2018年）[202][203]
- Animelo Summer Live 2017 -THE CARD- 8.26（2018年、アイドルマスターミリオンスターズとして出演）[204]
- THE IDOLM@STER 765 MILLIONSTARS HOTCHPOTCH FESTIV@L!! LIVE Blu-ray DAY2（2018年）[205][206]
- Animelo Summer Live 2018 “OK!" Blu-ray（2019年、アイドルマスターミリオンライブ！ミリオンスターズとして出演）[207]
- ポプテピピック スペシャルイベント 〜POP CAST EPIC!!〜（2019年）[208]
- THE IDOLM@STER MILLION LIVE! 5thLIVE BRAND NEW PERFORM@NCE!!! LIVE Blu-ray DAY2（2019年）[209]
- THE IDOLM@STER MILLION LIVE! 6thLIVE TOUR UNI-ON@IR!!!! LIVE Blu-ray（2020年）[210][211]
- バンダイナムコエンターテインメントフェスティバル 2days LIVE Blu-ray（2020年、アイドルマスター ミリオンライブ！ ミリオンスターズとして出演）[212]
- THE IDOLM@STER MILLION LIVE! 7thLIVE Q@MP FLYER!!! Reburn LIVE Blu-ray DAY1（2022年）[213][214][215]
- ウマ娘 プリティーダービー 2nd EVENT「Sound Fanfare！」Blu-ray（2022年）[216]
- ウマ娘 プリティーダービー 3rd EVENT　WINNING DREAM STAGE Blu-ray（2022年）[217]
- THE IDOLM＠STER MILLION LIVE! 8thLIVE Twelw@ve LIVE Blu-ray DAY2（2022年）[218][219]
- THE IDOLM@STER M@STERS OF IDOL WORLD!!!!! 2023 Blu-ray PERFECT BOX!!!!!（2023年）[220]
- THE IDOLM@STER MILLION LIVE! 9thLIVE ChoruSp@rkle!! LIVE Blu-ray DAY2（2024年）[221][222]

### その他コンテンツ
- コラム連載「たどっち（田所あずさ）のアニメたどるっち」（月刊Audition、2012年6月号[223] - 2012年11月号）
- 『たぶらかし-代行女優業・マキ-』-スピンオフ映像動画「秘書・藤ミネコの秘密の午後」第9話（声の出演）
- コラム連載「田所あずさのポンコツ(脱出!?)活動 ポンカツ！」（声優グランプリ、2014年1月号 - 2015年11月号）
- コラム連載「田所あずさのトラブルトラベル英会話」（声優グランプリ、2015年12月号 - 2018年3月号）
- コラム連載「田所あずさの#koroaz」（声優グランプリ、2018年4月号 - 2019年3月号）
- パチンコ『Pフィーバー アイドルマスター ミリオンライブ!』（2021年、最上静香[224]）
- 神奈川県伊勢原市 新型コロナウイルス感染拡大防止啓発ムービー『お願い』篇（2021年、天の声）[225][226]
- パチスロ『パチスロ アイドルマスター ミリオンライブ!』（2021年、最上静香[227]）
- ボイスコミック『夜雨白露は殺せない』（2022年、アサガミ[228]）
- キャラクタープロジェクト『swing,sing』（2022年 - 、風祭瑠璃）
- パチンコ『P sin 七つの大罪 X-TREME』（2023年、アスタロト）
- キャラクタープロジェクト『魔女のふろーらいふ』（2023年 - 、月坂八千代[229]）

## ディスコグラフィ

### シングル
|                | 発売日         | タイトル             | 規格品番                                            | 規格品番                                            | オリコン 最高位 | 備考     |
| アーティスト盤 | 発売日         | タイトル             | アニメ盤                                            |                                                     | オリコン 最高位 | 備考     |
| -------------- | -------------- | -------------------- | --------------------------------------------------- | --------------------------------------------------- | --------------- | -------- |
| 1st            | 2015年4月22日  | DREAM LINE           | LACM-14336（ビジュアル盤） LACM-14337（イラスト盤） | LACM-14336（ビジュアル盤） LACM-14337（イラスト盤） | 40位            |          |
| 2nd            | 2015年9月2日   | 君との約束を数えよう | LACM-14383 (Type.A) LACM-14384 (Type.B)             | LACM-14383 (Type.A) LACM-14384 (Type.B)             | 45位            |          |
| 3rd            | 2016年2月10日  | 純真Always           | LACM-14441                                          | LACM-14442                                          | 22位            |          |
| 4th            | 2016年10月26日 | 1HOPE SNIPER         | LACM-14536                                          | LACM-14537                                          | 52位            |          |
| 5th            | 2017年1月25日  | 運命ジレンマ         | LACM-14567                                          | LACM-14568                                          | 31位            |          |
| 6th            | 2017年4月26日  | DEAREST DROP         | LACM-14588                                          | LACM-14589                                          | 32位            |          |
| 7th            | 2018年7月25日  | RESOLVE              | LACM-14776                                          | LACM-14777                                          | 53位            |          |
| 8th            | 2019年1月23日  | リトルソルジャー     | LACM-14821                                          | LACM-14822                                          | 27位            |          |
| 9th            | 2019年8月21日  | イコール             | LACM-14920                                          |                                                     | 39位            |          |
| 10th           | 2019年11月27日 | RIVALS               | LACM-14943                                          | LACM-14944                                          | 44位            |          |
| 11th           | 2020年11月11日 | ヤサシイセカイ       | LACM-24048                                          | LACM-24049                                          | 29位            |          |
| 12th           | 2022年1月5日   | 箱庭の幸福           | LZC-2063                                            |                                                     |                 | 配信限定 |
| 13th           | 2023年1月9日   | ドラム式探査機       | LZC-2315                                            | 配信限定                                            |                 |          |
| 14th           | 2023年7月4日   | プライベート・ルーム |                                                     | 配信限定                                            |                 |          |

### アルバム
|        | 発売日         | タイトル       | 規格品番   | 規格品番   | オリコン 最高位 |
| 限定盤 | 発売日         | タイトル       | 通常盤     |            | オリコン 最高位 |
| ------ | -------------- | -------------- | ---------- | ---------- | --------------- |
| 1st    | 2014年7月30日  | Beyond Myself! |            | LACA-15424 | 33位            |
| 2nd    | 2016年7月6日   | It's my CUE.   | LACA-35562 | LACA-15562 | 27位            |
| 3rd    | 2017年10月25日 | So What?       | LACA-35659 | LACA-15659 | 20位            |
| 4th    | 2021年1月27日  | Waver          |            | LACA-15837 | 61位            |
| 5th    | 2024年7月30日  | Ivory          |            | LACA-25101 |                 |

### ベストアルバム
|        | 発売日        | タイトル                                        | 規格品番                | 規格品番   | オリコン 最高位 |
| 限定盤 | 発売日        | タイトル                                        | 通常盤                  |            | オリコン 最高位 |
| ------ | ------------- | ----------------------------------------------- | ----------------------- | ---------- | --------------- |
| -      | 2025年7月30日 | AZUSA TADOKORO 10th Anniversary Best Album HARE | LACA-35158 (CD+Blu-ray) | LACA-25158 |                 |
| -      | 2025年7月30日 | AZUSA TADOKORO 10th Anniversary Best Album Qe   | LACA-35159 (CD+Blu-ray) | LACA-25159 |                 |

### 映像作品
|     | 発売日         | タイトル                                      | 規格品番   |
| --- | -------------- | --------------------------------------------- | ---------- |
| 1st | 2020年03月25日 | AZUSA TADOKORO SPECIAL LIVE 2019 〜イコール〜 | LABX-8425  |
| 2nd | 2021年11月10日 | AZUSA TADOKORO LIVE 2021 〜Waver〜            | LABX-38507 |
| 3rd | 2024年04月24日 | AZUSA TADOKORO LIVE 2023 〜Private Room〜     | LABX-38685 |

### タイアップ曲
| 楽曲                 | タイアップ                                                                                    | 時期   |
| -------------------- | --------------------------------------------------------------------------------------------- | ------ |
| キセキ               | ゲーム『星霜のアマゾネス』主題歌                                                              | 2013年 |
| Hello My Revolution  | 情報番組『アニメマシテ』8月度エンディングテーマ                                               | 2014年 |
| Wonderful Dreamer    | エンターテインメント番組『GirlsNews〜声優』オープニングテーマ                                 | 2014年 |
| 愛しさの存在         | ゲーム『RE:VICE[D]』エンディングテーマ                                                        | 2014年 |
| 純真Always           | テレビアニメ『無彩限のファントム・ワールド』エンディングテーマ                                | 2016年 |
| アンソリティア       | テレビアニメ『ルガーコード 1951』イメージソング                                               | 2016年 |
| 1HOPE SNIPER         | テレビアニメ『TRICKSTER -江戸川乱歩「少年探偵団」より-』エンディングテーマ                    | 2016年 |
| 運命ジレンマ         | テレビアニメ『TRICKSTER -江戸川乱歩「少年探偵団」より-』オープニングテーマ                    | 2017年 |
| DEAREST DROP         | テレビアニメ『終末なにしてますか? 忙しいですか? 救ってもらっていいですか?』オープニングテーマ | 2017年 |
| RESOLVE              | テレビアニメ『バキ』エンディングテーマ                                                        | 2018年 |
| リトルソルジャー     | テレビアニメ『転生したらスライムだった件』エンディングテーマ                                  | 2019年 |
| RIVALS               | テレビアニメ『神田川JET GIRLS』エンディングテーマ                                             | 2019年 |
| ヤサシイセカイ       | テレビアニメ『神達に拾われた男』オープニングテーマ                                            | 2020年 |
| 箱庭の幸福           | テレビアニメ『リアデイルの大地にて』エンディングテーマ                                        | 2022年 |
| ドラム式探査機       | テレビアニメ『神達に拾われた男2』エンディングテーマ                                           | 2023年 |
| プライベート・ルーム | テレビアニメ『もののがたり』第2期エンディングテーマ                                           | 2023年 |

### 歌手参加作品
| 発売日         | 商品名                                               | 歌 | 楽曲                     | 備考                                                             |
| -------------- | ---------------------------------------------------- | --- | ------------------------ | ---------------------------------------------------------------- |
| 2013年11月20日 | タツノコプロダクション×Lantis トリビュート・アルバム | 田所あずさ、大橋彩香 | 「ぼくらは旅の音楽隊」   |                                                                  |
| 2014年9月20日  | 対敵の有体                                           | 角田晃広、田所あずさ | 「対敵の有体」           | 『東京03 単独ライブ あるがままの君でいないで』オープニングテーマ |
| 2018年5月16日  | Stand by...MUSIC!!!                                  | アイドルマスター SideM、アイドルマスター ミリオンライブ！ ミリオンスターズ、亜咲花、伊藤美来、内田彩、内田真礼、オーイシマサヨシ、GRANRODEO（KISHOW）、鈴木このみ、鈴木みのり、竹達彩奈、TRUE、fhána、悠木碧 | 「Stand by...MUSIC!!!」  | ライブイベント『Animelo Summer Live 2018 "OK!"』テーマソング     |
| 2019年5月22日  | ネヴァーランド/Voice Actor×売野雅勇                  | 田所あずさ | 「あなたの淋しさは、愛」 |                                                                  |
| 2023年12月13日 | いまも忘れらんねえよ。                               | 田所あずさ | 「アイラブ言う」         |                                                                  |

### キャラクターソング
| 発売日         | 商品名                                                                                            | 歌 | 楽曲 | 備考                                                                            |
| -------------- | ------------------------------------------------------------------------------------------------- | --- | --- | ------------------------------------------------------------------------------- |
| 2013年1月4日   | 超絶神曲 アニメON! -VOL.1-                                                                        | 謎の歌姫 / ミナモト・ヒカリ（田所あずさ） | 「ときめきアドベンチャー」 | ゲーム『海賊魂』テーマソング                                                    |
| 2013年4月24日  | THE IDOLM@STER LIVE THE@TER PERFORMANCE 01 Thank You!                                             | 765 MILLIONSTARS | 「Thank You!」 | ゲーム『アイドルマスター ミリオンライブ!』テーマソング                          |
| 2013年4月24日  | THE IDOLM@STER LIVE THE@TER PERFORMANCE 01 Thank You!                                             | 765THEATER ALLSTARS | 「Thank You!」 | ゲーム『アイドルマスター ミリオンライブ!』テーマソング                          |
| 2013年5月29日  | THE IDOLM@STER LIVE THE@TER PERFORMANCE 02                                                        | 最上静香（田所あずさ） | 「Precious Grain」 | ゲーム『アイドルマスター ミリオンライブ！』関連曲                               |
| 2013年5月29日  | THE IDOLM@STER LIVE THE@TER PERFORMANCE 02                                                        | 天海春香（中村繪里子）、天空橋朋花（小岩井ことり）、七尾百合子（伊藤美来）、箱崎星梨花（麻倉もも）、最上静香（田所あずさ） | 「Legend Girls!!」 | ゲーム『アイドルマスター ミリオンライブ！』関連曲                               |
| 2013年11月27日 | エキストラレボリューション                                                                        | KANBAN娘。 | 「エキストラレボリューション」 | テレビアニメ『勇者になれなかった俺はしぶしぶ就職を決意しました。』関連曲        |
| 2013年11月27日 | エキストラレボリューション                                                                        | フィノ（田所あずさ）、エルザ（新田恵海）、アイリ（岩崎可苗）、ラム（山田奈都美） | 「レンアイカスタマーサービス！」 | テレビアニメ『勇者になれなかった俺はしぶしぶ就職を決意しました。』関連曲        |
| 2014年4月23日  | 極黒のブリュンヒルデ オリジナル・サウンドトラック                                                 | 黒羽寧子（種田梨沙）、橘佳奈（洲崎綾）、カズミ・シュリーレンツァウアー（M・A・O）、鷹鳥小鳥（田所あずさ） | 「いちばん星」 | テレビアニメ『極黒のブリュンヒルデ』エンディングテーマ                          |
| 2014年4月23日  | 極黒のブリュンヒルデ オリジナル・サウンドトラック                                                 | 黒羽寧子（種田梨沙）、橘佳奈（洲崎綾）、カズミ・シュリーレンツァウアー（M・A・O）、鷹鳥小鳥（田所あずさ） | 「ありのままの幸せ」 | テレビアニメ『極黒のブリュンヒルデ』関連曲                                      |
| 2014年4月23日  | 47都道府犬R"ワン"ダフル・ソングス                                                                 | 茨城犬（田所あずさ） | 「モンブランパニック」 | テレビアニメ『47都道府犬R』関連曲                                               |
| 2014年4月30日  | THE IDOLM@STER LIVE THE@TER PERFORMANCE 13                                                        | 春日未来（山崎はるか）、最上静香（田所あずさ）、伊吹翼（Machico） | 「Thank You!」 | ゲーム『アイドルマスター ミリオンライブ！』関連曲                               |
| 2014年5月14日  | Suki Suki//LINKS                                                                                  | 友寄もり子（大橋彩香）、真境名そり子（木戸衣吹）、呉屋せわし子（田所あずさ） | 「Suki Suki//LINKS」 | テレビアニメ『健全ロボ ダイミダラー』エンディングテーマ                         |
| 2014年5月14日  | Suki Suki//LINKS                                                                                  | 呉屋せわし子（田所あずさ） | 「ダンシングシナプス」 | テレビアニメ『健全ロボ ダイミダラー』関連曲                                     |
| 2014年6月4日   | U・N・M・E・I ライブ                                                                              | 春日未来（山崎はるか）、最上静香（田所あずさ）、箱崎星梨花（麻倉もも） | 「U・N・M・E・I ライブ」 「Thank You -MR remix-」 | ラジオ『THE IDOLM@STER MillionRADIO』テーマソング                               |
| 2014年6月25日  | 健全ロボ ダイミダラー オリジナルサウンドトラック                                                  | 呉屋せわし子（田所あずさ） | 「Suki Suki//LINKS」 | テレビアニメ『健全ロボ ダイミダラー』関連曲                                     |
| 2014年7月30日  | 極黒のブリュンヒルデ BD・DVD-BOX 第1巻特典CD                                                      | 鷹鳥小鳥（田所あずさ） | 「いちばん星」 | テレビアニメ『極黒のブリュンヒルデ』関連曲                                      |
| 2014年8月2日   | -                                                                                                 | 江戸山紫（田所あずさ） | 「Lasting Memories」 | テレビアニメ『東京ESP』エンディングテーマ                                       |
| 2014年9月24日  | THE IDOLM@STER LIVE THE@TER HARMONY 03                                                            | クレシェンドブルー | 「Shooting Stars」 「Welcome!!」 | ゲーム『アイドルマスター ミリオンライブ！』関連曲                               |
| 2014年9月24日  | THE IDOLM@STER LIVE THE@TER HARMONY 03                                                            | 最上静香（田所あずさ） | 「Catch my dream」 | ゲーム『アイドルマスター ミリオンライブ！』関連曲                               |
| 2014年10月22日 | THE IDOLM@STER M@STERS OF IDOL WORLD!!2014 特典CD                                                 | 天海春香（中村繪里子）、如月千早（今井麻美）、星井美希（長谷川明子）、島村卯月（大橋彩香）、渋谷凛（福原綾香）、本田未央（原紗友里）、春日未来（山崎はるか）、最上静香（田所あずさ）、伊吹翼（Machico） | 「IDOL POWER RAINBOW」 | ライブイベント『THE IDOLM@STER M@STERS OF IDOL WORLD!!2014』テーマソング        |
| 2014年10月22日 | THE IDOLM@STER M@STERS OF IDOL WORLD!!2014 特典CD                                                 | 春日未来（山崎はるか）、最上静香（田所あずさ）、伊吹翼（Machico） | 「IDOL POWER RAINBOW」 | ライブイベント『THE IDOLM@STER M@STERS OF IDOL WORLD!!2014』テーマソング        |
| 2014年11月12日 | 東京ESP キャラクターソングアルバム 歌うESP                                                        | 江戸山紫（田所あずさ）、ペギィ（水原薫） | 「PePeGa Kueh! Kueh!」 | テレビアニメ『東京ESP』関連曲                                                   |
| 2015年3月12日  | アイドルマスター ミリオンライブ! 第1巻 特別版 オリジナルCD                                        | 最上静香（田所あずさ） | 「蒼い鳥」 | 漫画『アイドルマスター ミリオンライブ！』関連曲                                 |
| 2015年3月12日  | アイドルマスター ミリオンライブ! 第1巻 特別版 オリジナルCD                                        | 春日未来（山崎はるか）、最上静香（田所あずさ） | 「GO MY WAY!!」 | 漫画『アイドルマスター ミリオンライブ！』関連曲                                 |
| 2015年4月4日   | THE IDOLM@STER LIVE THE@TER SOLO COLLECTION Vol.01                                                | 最上静香（田所あずさ） | 「Shooting Stars」 | ゲーム『アイドルマスター ミリオンライブ！』関連曲                               |
| 2015年7月17日  | THE IDOLM@STER LIVE THE@TER SOLO COLLECTION Vol.02                                                | 最上静香（田所あずさ） | 「Legend Girls!!」 | ゲーム『アイドルマスター ミリオンライブ！』関連曲                               |
| 2015年8月26日  | THE IDOLM@STER MILLION RADIO! DJCD Vol.01                                                         | 春日未来（山崎はるか）、最上静香（田所あずさ）、箱崎星梨花（麻倉もも） | 「Welcome!! -MR remix-」 | ゲーム『アイドルマスター ミリオンライブ！』関連曲                               |
| 2015年9月30日  | THE IDOLM@STER LIVE THE@TER DREAMERS 01 Dreaming!                                                 | 春日未来（山崎はるか）、最上静香（田所あずさ）、伊吹翼（Machico） | 「Dreaming!」 | ゲーム『アイドルマスター ミリオンライブ！』関連曲                               |
| 2015年9月30日  | THE IDOLM@STER LIVE THE@TER DREAMERS 01 Dreaming!                                                 | MILLION ALLSTARS | 「Welcome!」 | ゲーム『アイドルマスター ミリオンライブ！』関連曲                               |
| 2015年9月30日  | 電波教師 2 BD / DVD 特典CD 電波教師 Original Soundtrack:2                                         | 式島切子（田所あずさ） | 「メイドの品格」 | テレビアニメ『電波教師』挿入歌                                                  |
| 2015年12月2日  | THE IDOLM@STER LIVE THE@TER DREAMERS 03                                                           | 如月千早（今井麻美）、周防桃子（渡部恵子）、徳川まつり（諏訪彩花）、二階堂千鶴（野村香菜子）、萩原雪歩（浅倉杏美）、箱崎星梨花（麻倉もも）、馬場このみ（高橋未奈美）、真壁瑞希（阿部里果）、宮尾美也（桐谷蝶々）、最上静香（田所あずさ） | 「Dreaming!」 | ゲーム『アイドルマスター ミリオンライブ！』関連曲                               |
| 2015年12月2日  | THE IDOLM@STER LIVE THE@TER DREAMERS 03                                                           | 如月千早（今井麻美）、最上静香（田所あずさ） | 「アライブファクター」 | ゲーム『アイドルマスター ミリオンライブ！』関連曲                               |
| 2016年1月30日  | THE IDOLM@STER LIVE THE@TER SOLO COLLECTION Vol.03 Vocal Edition                                  | 最上静香（田所あずさ） | 「アライブファクター」 | ゲーム『アイドルマスター ミリオンライブ！』関連曲                               |
| 2016年4月19日  | Starlet                                                                                           | リサ（田所あずさ） | 「Starlet」 | ゲーム『スターレット』主題歌                                                    |
| 2016年6月8日   | THE IDOLM@STER M@STERS OF IDOL WORLD!!2015 特典CD                                                 | 天海春香（中村繪里子）、如月千早（今井麻美）、星井美希（長谷川明子）、島村卯月（大橋彩香）、渋谷凛（福原綾香）、本田未央（原紗友里）、春日未来（山崎はるか）、最上静香（田所あずさ）、伊吹翼（Machico） | 「アイ MUST GO!」 | ライブイベント『THE IDOLM@STER M@STERS OF IDOL WORLD!!2015』テーマソング        |
| 2016年6月8日   | THE IDOLM@STER M@STERS OF IDOL WORLD!!2015 特典CD                                                 | 春日未来（山崎はるか）、最上静香（田所あずさ）、伊吹翼（Machico） | 「アイ MUST GO!」 | ライブイベント『THE IDOLM@STER M@STERS OF IDOL WORLD!!2015』テーマソング        |
| 2016年7月13日  | アイドルマスター ミリオンライブ! 第4巻 特別版 オリジナルCD                                        | 最上静香（田所あずさ）、北上麗花（平山笑美）、北沢志保（雨宮天）、野々原茜（小笠原早紀）、箱崎星梨花（麻倉もも） | 「Flooding」 | 漫画『アイドルマスター ミリオンライブ！』関連曲                                 |
| 2016年8月10日  | ターンオンタイム！                                                                                | 春日未来（山崎はるか）、最上静香（田所あずさ）、箱崎星梨花（麻倉もも） | 「ターンオンタイム！」 「Dreaming! -MR remix-」 | ラジオ『THE IDOLM@STER MillionRADIO』テーマソング                               |
| 2016年12月12日 | アイドルマスター ミリオンライブ! 第5巻 特別版 オリジナルCD                                        | 春日未来（山崎はるか）、最上静香（田所あずさ）、伊吹翼（Machico） | 「君との明日を願うから」 | 漫画『アイドルマスター ミリオンライブ！』関連曲                                 |
| 2016年12月15日 | AKIBA'S BEAT 初回特典 オリジナル・サウンドトラック                                                | 星野サキ（田所あずさ） | 「Glitter☆」 | ゲーム『AKIBA'S BEAT』関連曲                                                    |
| 2016年12月21日 | れっつめいく☆あんさんぶる!                                                                        | メリメロマル | 「れっつめいく☆あんさんぶる!」 | ゲーム『あんさんぶるガールズ!!』テーマソング                                    |
| 2017年1月11日  | THE IDOLM@STER LIVE THE@TER FORWARD 02 BlueMoon Harmony                                           | ウィルゴ | 「プリムラ」 | ゲーム『アイドルマスター ミリオンライブ！』関連曲                               |
| 2017年1月11日  | THE IDOLM@STER LIVE THE@TER FORWARD 02 BlueMoon Harmony                                           | BlueMoon Harmony | 「brave HARMONY」 | ゲーム『アイドルマスター ミリオンライブ！』関連曲                               |
| 2017年3月9日   | THE IDOLM@STER LIVE THE@TER SOLO COLLECTION 04 BlueMoon Theater                                   | 最上静香（田所あずさ） | 「Flooding」 | ゲーム『アイドルマスター ミリオンライブ！』関連曲                               |
| 2017年5月3日   | ゲーム『ウマ娘 プリティーダービー』STARTING GATE 06                                               | シンボリルドルフ（田所あずさ） | 「SEVEN」 | ゲーム『ウマ娘 プリティーダービー』関連曲                                       |
| 2017年5月3日   | ゲーム『ウマ娘 プリティーダービー』STARTING GATE 06                                               | ナリタブライアン（相坂優歌）、シンボリルドルフ（田所あずさ）、エアグルーヴ（青木瑠璃子） | 「大好きのタカラバコ」 「うまぴょい伝説」 | ゲーム『ウマ娘 プリティーダービー』関連曲                                       |
| 2017年6月28日  | sin 七つの大罪 BD・DVD第1巻特典CD                                                                 | アスタロト（田所あずさ） | 「Goddamn Critical」 「ASUDEKO」 「がっでむ☆くりてぃかる」                                                                                                   | テレビアニメ『sin 七つの大罪』挿入歌                                            |
| 2017年6月28日  | sin 七つの大罪 BD・DVD第1巻特典CD                                                                 | ルシファー（喜多村英梨）、アスタロト（田所あずさ） | 「微熱なASUDEKO」 | テレビアニメ『sin 七つの大罪』挿入歌                                            |
| 2017年7月26日  | THE IDOLM@STER MILLION THE@TER GENERATION 01 Brand New Theater!                                   | 765 MILLION ALLSTARS | 「Brand New Theater!」 | ゲーム『アイドルマスター ミリオンライブ! シアターデイズ』テーマソング           |
| 2017年7月26日  | THE IDOLM@STER MILLION THE@TER GENERATION 01 Brand New Theater!                                   | 765 MILLION ALLSTARS | 「Dreaming!」 | ゲーム『アイドルマスター ミリオンライブ！ シアターデイズ』関連曲                |
| 2017年10月25日 | THE IDOLM@STER MILLION LIVE! M@STER SPARKLE 03                                                    | 最上静香（田所あずさ） | 「SING MY SONG」 | ゲーム『アイドルマスター ミリオンライブ！ シアターデイズ』関連曲                |
| 2017年11月22日 | THE IDOLM@STER MILLION THE@TER GENERATION 02 フェアリースターズ                                   | フェアリースターズ | 「FairyTaleじゃいられない」 | ゲーム『アイドルマスター ミリオンライブ！ シアターデイズ』関連曲                |
| 2017年11月22日 | THE IDOLM@STER MILLION THE@TER GENERATION 02 フェアリースターズ                                   | フェアリースターズ | 「Brand New Theater!」 | ゲーム『アイドルマスター ミリオンライブ！ シアターデイズ』関連曲                |
| 2018年4月4日   | THE IDOLM@STER MILLION LIVE! M@STER SPARKLE 08                                                    | 765 MILLION ALLSTARS | 「Brand New Theater!」 | ゲーム『アイドルマスター ミリオンライブ！ シアターデイズ』関連曲                |
| 2018年6月1日   | THE IDOLM@STER LIVE THE@TER SOLO COLLECTION 06 フェアリースターズ                                 | 最上静香（田所あずさ） | 「ターンオンタイム！」 | ゲーム『アイドルマスター ミリオンライブ！』関連曲                               |
| 2018年7月25日  | ウマ娘 プリティーダービー ANIMATION DERBY 03 Special Record!/Find My Only Way                     | スペシャルウィーク（和氣あず未）、サイレンススズカ（高野麻里佳）、トウカイテイオー（Machico）、ウオッカ（大橋彩香）、ダイワスカーレット（木村千咲）、ゴールドシップ（上田瞳）、メジロマックイーン（大西沙織）、エルコンドルパサー（高橋未奈美）、グラスワンダー（前田玲奈）、シンボリルドルフ（田所あずさ）、エアグルーヴ（青木瑠璃子）、ヒシアマゾン（巽悠衣子）、フジキセキ（松井恵理子）、マルゼンスキー（Lynn）、テイエムオペラオー（徳井青空）、ビワハヤヒデ（近藤唯）、ナリタブライアン（相坂優歌）、オグリキャップ（高柳知葉） | 「Special Record!」 | テレビアニメ『ウマ娘 プリティーダービー』挿入歌                                 |
| 2018年7月25日  | ウマ娘 プリティーダービー ANIMATION DERBY 03 Special Record!/Find My Only Way                     | スペシャルウィーク（和氣あず未）、サイレンススズカ（高野麻里佳）、トウカイテイオー（Machico）、ウオッカ（大橋彩香）、ダイワスカーレット（木村千咲）、ゴールドシップ（上田瞳）、メジロマックイーン（大西沙織）、エルコンドルパサー（高橋未奈美）、グラスワンダー（前田玲奈）、セイウンスカイ（鬼頭明里）、キングヘイロー（佐伯伊織）、ハルウララ（首藤志奈）、シンボリルドルフ（田所あずさ）、タイキシャトル（大坪由佳）、エアグルーヴ（青木瑠璃子）、ヒシアマゾン（巽悠衣子）、フジキセキ（松井恵理子）、マルゼンスキー（Lynn）、テイエムオペラオー（徳井青空）、ビワハヤヒデ（近藤唯）、ナリタブライアン（相坂優歌）、オグリキャップ（高柳知葉）、スーパークリーク（優木かな）、タマモクロス（大空直美）、イナリワン（井上遥乃）、ウイニングチケット（渡部優衣）、メジロライアン（土師亜文）、メジロドーベル（久保田ひかり）、ナイスネイチャ（前田佳織里）、エイシンフラッシュ（藤野彩水）、マチカネフクキタル（新田ひより）、メイショウドトウ（和多田美咲） | 「うまぴょい伝説」 | テレビアニメ『ウマ娘 プリティーダービー』エンディングテーマ                     |
| 2018年8月29日  | THE IDOLM@STER MILLION THE@TER GENERATION 11 UNION!!                                              | 765 MILLION ALLSTARS | 「UNION!!」 「Welcome!!」 | ゲーム『アイドルマスター ミリオンライブ！ シアターデイズ』関連曲                |
| 2018年9月26日  | ウマ娘 プリティーダービー ANIMATION DERBY 06                                                      | シンボリルドルフ（田所あずさ）、マルゼンスキー（Lynn）、ヒシアマゾン（巽悠衣子）、フジキセキ（松井恵理子）、エアグルーヴ（青木瑠璃子）、ナリタブライアン（相坂優歌）、ビワハヤヒデ（近藤唯） | 「Special Record!」 | テレビアニメ『ウマ娘 プリティーダービー』関連曲                                 |
| 2018年10月24日 | THE IDOLM@STER THE@TER BOOST 02                                                                   | 桜守歌織（香里有佐）、最上静香（田所あずさ）、望月杏奈（夏川椎菜）、百瀬莉緒（山口立花子）、宮尾美也（桐谷蝶々） | 「オーディナリィ・クローバー」 「DIAMOND DAYS」 | ゲーム『アイドルマスター ミリオンライブ！ シアターデイズ』関連曲                |
| 2018年11月28日 | プリンセスコネクト！Re:Dive PRICONNE CHARACTER SONG 06                                            | タマキ（沼倉愛美）、ミフユ（田所あずさ）、アキノ（松嵜麗）、ユカリ（今井麻美） | 「キンキラ☆ハピネス！」 | ゲーム『プリンセスコネクト！Re:Dive』挿入歌                                     |
| 2018年12月26日 | THE IDOLM@STER MILLION THE@TER GENERATION 12 D/Zeal                                               | D/Zeal | 「ハーモニクス」 「餞の鳥」 | ゲーム『アイドルマスター ミリオンライブ！ シアターデイズ』関連曲                |
| 2019年4月27日  | THE IDOLM@STER THE@TER SOLO COLLECTION 07 FAIRY STARS                                             | 最上静香（田所あずさ） | 「ハーモニクス」 | ゲーム『アイドルマスター ミリオンライブ！ シアターデイズ』関連曲                |
| 2019年7月24日  | THE IDOLM@STER MILLION THE@TER WAVE 01 Flyers!!!                                                  | 765 MILLION ALLSTARS | 「Flyers!!!」 | ゲーム『アイドルマスター ミリオンライブ！ シアターデイズ』関連曲                |
| 2020年3月25日  | 神田川JET GIRLS BD・DVD第3巻特典CD                                                                | 紫集院かぐや（田所あずさ）、満腹黒丸（洲崎綾） | 「STOIC×STRENGTH」 | テレビアニメ『神田川JET GIRLS』関連曲                                           |
| 2020年4月29日  | THE IDOLM@STER MILLION RADIO! ENDLESS TOUR                                                        | 春日未来（山崎はるか）、最上静香（田所あずさ）、箱崎星梨花（麻倉もも） | 「ENDLESS TOUR」 「Flyers!!! -MR remix-」 | ラジオ『THE IDOLM@STER MillionRADIO』テーマソング                               |
| 2020年8月26日  | THE IDOLM@STER MILLION THE@TER WAVE 10 Glow Map                                                   | 765 MILLION ALLSTARS | 「Glow Map」 | ゲーム『アイドルマスター ミリオンライブ！ シアターデイズ』関連曲                |
| 2020年9月30日  | なんどでも笑おう                                                                                  | THE IDOLM@STER FIVE STARS!!! | 「なんどでも笑おう」 | 「アイドルマスターシリーズ」関連曲                                              |
| 2020年9月30日  | なんどでも笑おう【ミリオンライブ！盤】                                                            | MILLIONSTARS | 「なんどでも笑おう」 | 「アイドルマスターシリーズ」関連曲                                              |
| 2020年9月30日  | なんどでも笑おう【ミリオンライブ！盤】                                                            | 最上静香（田所あずさ） | 「なんどでも笑おう」 | 「アイドルマスターシリーズ」関連曲                                              |
| 2020年12月30日 | ViViD Starlights 第1章「熱くて強いココロで歌え︎‼︎」                                                 | イク（田所あずさ）、フィニティ（石原夏織） | 「Crimson Revive」 | 『ViViD Starlights』関連曲                                                      |
| 2020年12月30日 | ViViD Starlights 第1章「熱くて強いココロで歌え︎‼︎」                                                 | イク（田所あずさ） | 「Red Explosion」 | 『ViViD Starlights』関連曲                                                      |
| 2021年3月17日  | THE IDOLM@STER CINDERELLA GIRLS STARLIGHT MASTER COLLABORATION! ハーモニクス                      | ジュリア（愛美）、最上静香（田所あずさ）、木村夏樹（安野希世乃）、多田李衣菜（青木瑠璃子） | 「ハーモニクス」 「Jet to the Future（M＠STER VERSION）」 | ゲーム『アイドルマスター シンデレラガールズ スターライトステージ』関連曲        |
| 2021年3月17日  | THE IDOLM@STER CINDERELLA GIRLS STARLIGHT MASTER COLLABORATION! ハーモニクス                      | 最上静香（田所あずさ）、ジュリア（愛美） | 「Jet to the Future（M＠STER VERSION）」 | ゲーム『アイドルマスター シンデレラガールズ スターライトステージ』関連曲        |
| 2021年3月17日  | THE IDOLM@STER MILLION LIVE! STAR EQUINOX                                                         | 最上静香（田所あずさ） | 「Jet to the Future（M＠STER VERSION）」 | ゲーム『アイドルマスター シンデレラガールズ スターライトステージ』関連曲        |
| 2021年3月17日  | ウマ娘 プリティーダービー WINNING LIVE 01                                                         | スペシャルウィーク（和氣あず未）、サイレンススズカ（高野麻里佳）、トウカイテイオー（Machico）、マルゼンスキー（Lynn）、オグリキャップ（高柳知葉）、ゴールドシップ（上田瞳）、ウオッカ（大橋彩香）、ダイワスカーレット（木村千咲）、タイキシャトル（大坪由佳）、グラスワンダー（前田玲奈）、メジロマックイーン（大西沙織）、エルコンドルパサー（髙橋ミナミ）、シンボリルドルフ（田所あずさ）、エアグルーヴ（青木瑠璃子）、マヤノトップガン（星谷美緒）、メジロライアン（土師亜文）、ライスシャワー（石見舞菜香）、アグネスタキオン（上坂すみれ）、ウイニングチケット（渡部優衣）、サクラバクシンオー（三澤紗千香）、スーパークリーク（優木かな）、ハルウララ（首藤志奈）、マチカネフクキタル（新田ひより）、ナイスネイチャ（前田佳織里）、キングヘイロー（佐伯伊織） | 「GIRLS' LEGEND U」 | ゲーム『ウマ娘 プリティーダービー』オープニングテーマ                           |
| 2021年3月17日  | ウマ娘 プリティーダービー WINNING LIVE 01                                                         | スペシャルウィーク（和氣あず未）、サイレンススズカ（高野麻里佳）、トウカイテイオー（Machico）、マルゼンスキー（Lynn）、オグリキャップ（高柳知葉）、ゴールドシップ（上田瞳）、ウオッカ（大橋彩香）、ダイワスカーレット（木村千咲）、タイキシャトル（大坪由佳）、グラスワンダー（前田玲奈）、メジロマックイーン（大西沙織）、エルコンドルパサー（髙橋ミナミ）、シンボリルドルフ（田所あずさ）、エアグルーヴ（青木瑠璃子）、マヤノトップガン（星谷美緒）、メジロライアン（土師亜文）、ライスシャワー（石見舞菜香）、アグネスタキオン（上坂すみれ）、ウイニングチケット（渡部優衣）、サクラバクシンオー（三澤紗千香）、スーパークリーク（優木かな）、ハルウララ（首藤志奈）、マチカネフクキタル（新田ひより）、ナイスネイチャ（前田佳織里）、キングヘイロー（佐伯伊織） | 「うまぴょい伝説」 | ゲーム『ウマ娘 プリティーダービー』関連曲                                       |
| 2021年3月31日  | ウマ娘 プリティーダービー ANIMATION DERBY Season 2 vol.3 Original Sound Track                     | スペシャルウィーク（和氣あず未）、サイレンススズカ（高野麻里佳）、トウカイテイオー（Machico）、ウオッカ（大橋彩香）、ダイワスカーレット（木村千咲）、ゴールドシップ（上田瞳）、メジロマックイーン（大西沙織）、シンボリルドルフ（田所あずさ）、ナイスネイチャ（前田佳織里）、ツインターボ（花井美春）、イクノディクタス（田澤茉純）、マチカネタンホイザ（遠野ひかる）、メジロパーマー（のぐちゆり）、ダイタクヘリオス（山根綺）、ミホノブルボン（長谷川育美）、ライスシャワー（石見舞菜香）、ビワハヤヒデ（近藤唯）、ナリタタイシン（渡部恵子）、ウイニングチケット （渡部優衣）、キタサンブラック（矢野妃菜喜）、サトノダイヤモンド（立花日菜）、マルゼンスキー（Lynn）、マヤノトップガン（星谷美緒）、ヒシアケボノ（松嵜麗）、エアグルーヴ（青木瑠璃子）、マチカネフクキタル（新田ひより）、メイショウドトウ（和多田美咲）、セイウンスカイ（鬼頭明里）、グラスワンダー（前田玲奈）、エルコンドルパサー（髙橋ミナミ）、サクラバクシンオー（三澤紗千香）、メジロライアン（土師亜文）、メジロドーベル（久保田ひかり）、ナリタブライアン（衣川里佳） | 「うまぴょい伝説 (TV Size)」 | テレビアニメ『ウマ娘 プリティーダービー Season 2』エンディングテーマ            |
| 2021年5月22日  | THE IDOLM@STER LIVE THE@TER SOLO COLLECTION 08 Fairy Stars                                        | 最上静香（田所あずさ） | 「餞の鳥」 | ゲーム『アイドルマスター ミリオンライブ！ シアターデイズ』関連曲                |
| 2021年6月16日  | うまよん ミニアルバム                                                                             | トウカイテイオー（Machico）、シンボリルドルフ（田所あずさ）、エアグルーヴ（青木瑠璃子）、フジキセキ（松井恵理子）、ヒシアマゾン（巽悠衣子） | 「Ring Ring ダイアリー」 | テレビアニメ『うまよん』主題歌                                                  |
| 2021年6月23日  | THE IDOLM@STER MILLION THE@TER WAVE 18 ストロベリーポップムーン                                   | ストロベリーポップムーン | 「ABSOLUTE RUN!!!」 「Be Proud」 | ゲーム『アイドルマスター ミリオンライブ！ シアターデイズ』関連曲                |
| 2021年7月28日  | THE IDOLM@STER MILLION THE@TER SEASON Harmony 4 You                                               | 765 MILLION ALLSTARS | 「Harmony 4 You」 | ゲーム『アイドルマスター ミリオンライブ！ シアターデイズ』関連曲                |
| 2021年7月28日  | THE IDOLM@STER MILLION THE@TER SEASON Harmony 4 You                                               | フェアリースターズ | 「EVERYDAY STARS!!」 | ゲーム『アイドルマスター ミリオンライブ！ シアターデイズ』関連曲                |
| 2021年8月28日  | 3rd EVENT WINNING DREAM STAGE Solo Vocal Tracks Vol.1                                             | シンボリルドルフ（田所あずさ） | 「winning the soul（Game Size）」 | ゲーム『ウマ娘 プリティーダービー』関連曲                                       |
| 2021年9月22日  | ウマ娘 プリティーダービー WINNING LIVE 02                                                         | ダイワスカーレット（木村千咲）、グラスワンダー（前田玲奈）、テイエムオペラオー（徳井青空）、ナリタブライアン（衣川里佳）、シンボリルドルフ（田所あずさ）、エアグルーヴ（青木瑠璃子）、ビワハヤヒデ（近藤唯）、マヤノトップガン（星谷美緒）、ミホノブルボン（長谷川育美）、ウイニングチケット（渡部優衣）、カワカミプリンセス（高橋花林）、スイープトウショウ（杉浦しおり）、ナリタタイシン（渡部恵子）、ニシノフラワー（河井晴菜）、メジロドーベル（久保田ひかり） | 「うまぴょい伝説」 | ゲーム『ウマ娘 プリティーダービー』関連曲                                       |
| 2021年9月22日  | ウマ娘 プリティーダービー WINNING LIVE 02                                                         | ダイワスカーレット（木村千咲）、ミホノブルボン（長谷川育美）、マヤノトップガン（星谷美緒）、エアグルーヴ（青木瑠璃子）、シンボリルドルフ（田所あずさ）、ナリタブライアン（衣川里佳）、テイエムオペラオー（徳井青空）、グラスワンダー（前田玲奈） | 「Never Looking Back」 | ゲーム『ウマ娘 プリティーダービー』関連曲                                       |
| 2021年10月6日  | THE IDOLM@STER STARLIT SEASON 00 GR@TITUDE                                                        | Project LUMINOUS | 「GR@TITUDE」 | ゲーム『アイドルマスター スターリットシーズン』関連曲                           |
| 2021年10月6日  | THE IDOLM@STER STARLIT SEASON 00 GR@TITUDE ランティス盤                                           | MILLIONSTARS | 「GR@TITUDE」 | ゲーム『アイドルマスター スターリットシーズン』関連曲                           |
| 2021年12月1日  | THE IDOLM@STER STARLIT SEASON 01                                                                  | Project LUMINOUS | 「THE IDOLM@STER」 | ゲーム『アイドルマスター スターリットシーズン』関連曲                           |
| 2021年12月1日  | THE IDOLM@STER STARLIT SEASON 01                                                                  | CINDERELLA GIRLS、MILLIONSTARS | 「お願い！シンデレラ」 | ゲーム『アイドルマスター スターリットシーズン』関連曲                           |
| 2021年12月1日  | THE IDOLM@STER STARLIT SEASON 01                                                                  | 765PRO ALLSTARS、MILLIONSTARS | 「Thank you!」 | ゲーム『アイドルマスター スターリットシーズン』関連曲                           |
| 2022年1月19日  | THE IDOLM@STER STARLIT SEASON 02                                                                  | 765PRO ALLSTARS、CINDERELLA GIRLS、MILLIONSTARS | 「Brand New Theater!」 | ゲーム『アイドルマスター スターリットシーズン』関連曲                           |
| 2022年2月9日   | ウマ娘 プリティーダービー WINNING LIVE 03                                                         | スペシャルウィーク（和氣あず未）、トウカイテイオー（Machico）、ナリタブライアン（衣川里佳）、シンボリルドルフ（田所あずさ）、セイウンスカイ（鬼頭明里）、アグネスタキオン（上坂すみれ）、マチカネフクキタル（新田ひより）、ミスターシービー（天海由梨奈） | 「winning the soul」 | ゲーム『ウマ娘 プリティーダービー』関連曲                                       |
| 2022年2月12日  | THE IDOLM@STER LIVE THE@TER SOLO COLLECTION 09 Fairy Stars                                        | 最上静香（田所あずさ） | 「Be proud」 | ゲーム『アイドルマスター ミリオンライブ！ シアターデイズ』関連曲                |
| 2022年2月22日  | ウマ娘 プリティーダービー Solo Vocal Tracks Vol.3 -4th EVENT SPECIAL DREAMERS!!-                  | シンボリルドルフ（田所あずさ） | 「Never Looking Back（Game Size）」 | ゲーム『ウマ娘 プリティーダービー』関連曲                                       |
| 2022年3月2日   | THE IDOLM@STER STARLIT SEASON 03                                                                  | 765PRO ALLSTARS、MILLIONSTARS | 「UNION!!」 | ゲーム『アイドルマスター スターリットシーズン』関連曲                           |
| 2022年3月2日   | THE IDOLM@STER STARLIT SEASON 03                                                                  | 如月千早（今井麻美）、秋月律子（若林直美）、三浦あずさ（たかはし智秋）、四条貴音（原由実）、神崎蘭子（内田真礼）、最上静香（田所あずさ）、白石紬（南早紀）、白瀬咲耶（八巻アンナ）、杜野凛世（丸岡和佳奈）、奥空心白（田中あいみ） | 「アイシテの呪縛〜Je vous aime〜」 | ゲーム『アイドルマスター スターリットシーズン』関連曲                           |
| 2022年3月2日   | THE IDOLM@STER STARLIT SEASON 03                                                                  | 春日未来（山崎はるか）、最上静香（田所あずさ）、伊吹翼（Machico） | 「READY!!」 | ゲーム『アイドルマスター スターリットシーズン』関連曲                           |
| 2022年3月16日  | ウマ娘 プリティーダービー WINNING LIVE 04                                                         | マルゼンスキー（Lynn）、メジロマックイーン（大西沙織）、ナリタブライアン（衣川里佳）、シンボリルドルフ（田所あずさ）、タマモクロス（大空直美）、マンハッタンカフェ（小倉唯）、エイシンフラッシュ（藤野彩水） | 「BLOW my GALE」 | ゲーム『ウマ娘 プリティーダービー』関連曲                                       |
| 2022年3月16日  | ウマ娘 プリティーダービー WINNING LIVE 04                                                         | マルゼンスキー（Lynn）、オグリキャップ（高柳知葉）、メジロマックイーン（大西沙織）、ナリタブライアン（衣川里佳）、シンボリルドルフ（田所あずさ）、タマモクロス（大空直美）、マンハッタンカフェ（小倉唯）、エイシンフラッシュ（藤野彩水）、スーパークリーク（優木かな）、ナイスネイチャ（前田佳織里）、マチカネタンホイザ（遠野ひかる）、イクノディクタス（田澤茉純）、ツインターボ（花井美春）、サトノダイヤモンド（立花日菜）、キタサンブラック（矢野妃菜喜）、サクラチヨノオー（野口瑠璃子）、メジロアルダン（会沢紗弥）、ヤエノムテキ（日原あゆみ） | 「うまぴょい伝説」 | ゲーム『ウマ娘 プリティーダービー』関連曲                                       |
| 2022年3月24日  | THE IDOLM@STER MILLION LIVE! M@STER SPARKLE2 05                                                   | 最上静香（田所あずさ） | 「Cross the future」 | ゲーム『アイドルマスター ミリオンライブ！ シアターデイズ』関連曲                |
| 2022年4月13日  | THE IDOLM@STER STARLIT SEASON 04                                                                  | 如月千早（今井麻美）、秋月律子（若林直美）、三浦あずさ（たかはし智秋）、四条貴音（原由実）、神崎蘭子（内田真礼）、高垣楓（早見沙織）、最上静香（田所あずさ）、白石紬（南早紀）、白瀬咲耶（八巻アンナ）、杜野凛世（丸岡和佳奈）、奥空心白（田中あいみ）、玲音（茅原実里） | 「ダンス・ダンス・ダンス」 | ゲーム『アイドルマスター スターリットシーズン』関連曲                           |
| 2022年4月13日  | THE IDOLM@STER STARLIT SEASON 04                                                                  | Project LUMINOUS、DIAMANT | 「GR＠TITUDE」 | ゲーム『アイドルマスター スターリットシーズン』関連曲                           |
| 2022年4月27日  | 明日ちゃんのセーラー服 BD / DVD 第1巻完全生産限定版特典CD                                         | 蠟梅学園中等部1年3組 | 「はじまりのセツナ」 | テレビアニメ『明日ちゃんのセーラー服』オープニングテーマ                        |
| 2022年4月27日  | ウマ娘 プリティーダービー WINNING LIVE 05                                                         | スペシャルウィーク（和氣あず未）、サイレンススズカ（高野麻里佳）、トウカイテイオー（Machico）、オグリキャップ（高柳知葉）、ゴールドシップ（上田瞳）、メジロマックイーン（大西沙織）、テイエムオペラオー（徳井青空）、ナリタブライアン（衣川里佳）、シンボリルドルフ（田所あずさ）、タマモクロス（大空直美）、メジロライアン（土師亜文）、アドマイヤベガ（咲々木瞳）、サクラバクシンオー（三澤紗千香）、ミスターシービー（天海由梨奈）、メジロドーベル（久保田ひかり）、マチカネタンホイザ（遠野ひかる）、サトノダイヤモンド（立花日菜）、キタサンブラック（矢野妃菜喜）、サクラチヨノオー（野口瑠璃子）、メジロアルダン（会沢紗弥）、ヤエノムテキ（日原あゆみ）、ナリタトップロード（中村カンナ） | 「We are DREAMERS!!」 | ゲーム『ウマ娘 プリティーダービー』関連曲                                       |
| 2022年4月27日  | ウマ娘 プリティーダービー WINNING LIVE 05                                                         | スペシャルウィーク（和氣あず未）、サイレンススズカ（高野麻里佳）、トウカイテイオー（Machico）、オグリキャップ（高柳知葉）、ゴールドシップ（上田瞳）、メジロマックイーン（大西沙織）、テイエムオペラオー（徳井青空）、ナリタブライアン（衣川里佳）、シンボリルドルフ（田所あずさ）、アグネスデジタル（鈴木みのり）、タマモクロス（大空直美）、マヤノトップガン（星谷美緒）、メジロライアン（土師亜文）、アドマイヤベガ（咲々木瞳）、サクラバクシンオー（三澤紗千香）、スマートファルコン（大和田仁美）、ニシノフラワー（河井晴菜）、ハルウララ（首藤志奈）、マーベラスサンデー（三宅麻理恵）、ミスターシービー（天海由梨奈）、メジロドーベル（久保田ひかり）、ナイスネイチャ（前田佳織里）、マチカネタンホイザ（遠野ひかる）、ツインターボ（花井美春）、サトノダイヤモンド（立花日菜）、キタサンブラック（矢野妃菜喜）、サクラチヨノオー（野口瑠璃子）、メジロアルダン（会沢紗弥）、ヤエノムテキ（日原あゆみ）、ナリタトップロード（中村カンナ） | 「うまぴょい伝説」 | ゲーム『ウマ娘 プリティーダービー』関連曲                                       |
| 2022年5月29日  | Harmony                                                                                           | 八乙女菫（二ノ宮ゆい）、百瀬百々（廣瀬千夏）、朝比奈日葵（田口華有）、天羽友梨（大橋彩香）、風祭瑠璃（田所あずさ） | 「Harmony」 | 『swing,sing』テーマソング                                                      |
| 2022年7月20日  | PSO2 NEW GENESIS Original Sound Track Vol.2                                                       | ナーデレフ（田所あずさ） | 「戦いの歌 〜Against fate〜」 「弔いの歌〜The beginning wind〜」 「弔いの歌〜The beginning wind〜 - Story Ver.」 「戦いの歌 〜Against fate〜 - Anniversary」 | ゲーム『ファンタシースターオンライン2 ニュージェネシス』テーマソング            |
| 2022年7月27日  | THE IDOLM@STER MILLION THE@TER SEASON 夢にかけるRainbow                                           | 765 MILLION ALLSTARS | 「夢にかけるRainbow」 | ゲーム『アイドルマスター ミリオンライブ！ シアターデイズ』関連曲                |
| 2022年7月27日  | THE IDOLM@STER MILLION THE@TER SEASON 夢にかけるRainbow                                           | フェアリースターズ | 「夢にかけるRainbow」 | ゲーム『アイドルマスター ミリオンライブ！ シアターデイズ』関連曲                |
| 2022年10月4日  | ウマ娘 プリティーダービー Solo Vocal Tracks Vol.5 －4th EVENT SPECIAL DREAMERS!! EXTRA STAGE－    | シンボリルドルフ（田所あずさ） | 「We are DREAMERS!!（Game Size）」 「BLOW my GALE（Game Size）」                                                                                             | ゲーム『ウマ娘 プリティーダービー』関連曲                                       |
| 2022年10月26日 | THE IDOLM@STER MILLION THE@TER SEASON SHADE OF SPADE                                              | SHADE OF SPADE | 「ESPADA」 「Harmony 4 You」 | ゲーム『アイドルマスター ミリオンライブ！ シアターデイズ』関連曲                |
| 2022年10月26日 | THE IDOLM@STER MILLION THE@TER SEASON SHADE OF SPADE                                              | 星井美希（長谷川明子）、舞浜歩（戸田めぐみ）、最上静香（田所あずさ）、篠宮可憐（近藤唯）、中谷育（原嶋あかり） | 「Criminally Dinner 〜正餐とイーヴルナイフ〜」 | ゲーム『アイドルマスター ミリオンライブ！ シアターデイズ』関連曲                |
| 2022年12月14日 | THE IDOLM@STER MILLION THE@TER VARIETY 02                                                         | 765 MILLION ALLSTARS | 「Brand New Theater! 〜Brand New Year Ver.〜」 | ゲーム『アイドルマスター ミリオンライブ！ シアターデイズ』関連曲                |
| 2023年1月14日  | THE IDOLM@STER LIVE THE@TER SOLO COLLECTION 11 Fairy Stars                                        | 最上静香（田所あずさ） | 「プリムラ」 | ゲーム『アイドルマスター ミリオンライブ！』関連曲                               |
| 2023年3月23日  | THE IDOLM@STER 765 MILLION ALLSTARS BEST                                                          | 765 MILLION ALLSTARS | 「Thank You!（765 MILLION ALLSTARS ver.）」 「夢にかけるRainbow（Brand New Ver.）」 「Crossing!」                                                            | ゲーム『アイドルマスター ミリオンライブ！ シアターデイズ』関連曲                |
| 2023年3月23日  | THE IDOLM@STER LIVE THE@TER BEST                                                                  | BlueMoon Harmony | 「brave HARMONY（Brand New Ver.）」 | ゲーム『アイドルマスター ミリオンライブ！ シアターデイズ』関連曲                |
| 2023年3月29日  | アニメ『うまゆる』アルバム                                                                        | ウオッカ（大橋彩香）、シンボリルドルフ（田所あずさ）、エアグルーヴ（青木瑠璃子）、アグネスデジタル（鈴木みのり）、タニノギムレット（松岡美里） | 「Bright Melody」 | Webアニメ『うまゆる』エンディングテーマ                                         |
| 2023年3月29日  | アニメ『うまゆる』アルバム                                                                        | スペシャルウィーク（和氣あず未）、サイレンススズカ（高野麻里佳）、トウカイテイオー（Machico）、マルゼンスキー（Lynn）、オグリキャップ（高柳知葉）、ゴールドシップ（上田瞳）、ウオッカ（大橋彩香）、ダイワスカーレット（木村千咲）、グラスワンダー（前田玲奈）、メジロマックイーン（大西沙織）、エルコンドルパサー（髙橋ミナミ）、テイエムオペラオー（徳井青空）、シンボリルドルフ（田所あずさ）、エアグルーヴ（青木瑠璃子）、アグネスデジタル（鈴木みのり）、セイウンスカイ（鬼頭明里）、ファインモーション（橋本ちなみ）、マヤノトップガン（星谷美緒）、ユキノビジン（山本希望）、アグネスタキオン（上坂すみれ）、イナリワン（井上遥乃）、ウイニングチケット（渡部優衣）、エアシャカール（津田美波）、トーセンジョーダン（鈴木絵理）、ナカヤマフェスタ（下地紫野）、ナリタタイシン（渡部恵子）、ハルウララ（首藤志奈）、マチカネフクキタル（新田ひより）、メイショウドトウ（和多田美咲）、キングヘイロー（佐伯伊織）、マチカネタンホイザ（遠野ひかる）、ダイタクヘリオス（山根綺）、ツインターボ（花井美春）、シリウスシンボリ（ファイルーズあい）、ツルマルツヨシ（青山吉能）、シンボリクリスエス（春川芽生）、タニノギムレット（松岡美里）、ハッピーミーク（吉咲みゆ） | 「うまぴょい伝説（Game Size）」 | Webアニメ『うまゆる』エンディングテーマ                                         |
| 2023年3月29日  | ウマ娘 プリティーダービー WINNING LIVE 11                                                         | スペシャルウィーク（和氣あず未）、トウカイテイオー（Machico）、テイエムオペラオー（徳井青空）、ナリタブライアン（衣川里佳）、シンボリルドルフ（田所あずさ）、マヤノトップガン（星谷美緒）、マンハッタンカフェ（小倉唯）、アグネスタキオン（上坂すみれ）、アドマイヤベガ（咲々木瞳）、マーベラスサンデー（三宅麻理恵）、ミスターシービー（天海由梨奈）、ツインターボ（花井美春）、サトノダイヤモンド（立花日菜）、キタサンブラック（矢野妃菜喜）、サクラローレル（真野美月）、ナリタトップロード（中村カンナ）、シンボリクリスエス（春川芽生）、タニノギムレット（松岡美里）、メジロラモーヌ（東山奈央）、サトノクラウン（鈴代紗弓）、シュヴァルグラン（夏吉ゆうこ）、ジャングルポケット（藤本侑里） 、カツラギエース（藤原夏海） | 「DRAMATIC JOURNEY」 | ゲーム『ウマ娘 プリティーダービー』関連曲                                       |
| 2023年3月29日  | ウマ娘 プリティーダービー WINNING LIVE 11                                                         | トウカイテイオー（Machico）、ウオッカ（大橋彩香）、シンボリルドルフ（田所あずさ）、ツルマルツヨシ（青山吉能）、タニノギムレット（松岡美里） | 「Everlasting BEATS」 | ゲーム『ウマ娘 プリティーダービー』関連曲                                       |
| 2023年3月29日  | ウマ娘 プリティーダービー WINNING LIVE 11                                                         | スペシャルウィーク（和氣あず未）、トウカイテイオー（Machico）、ウオッカ（大橋彩香）、テイエムオペラオー（徳井青空）、ナリタブライアン（衣川里佳）、シンボリルドルフ（田所あずさ）、マヤノトップガン（星谷美緒）、マンハッタンカフェ（小倉唯）、アグネスタキオン（上坂すみれ）、アドマイヤベガ（咲々木瞳）、マーベラスサンデー （三宅麻理恵）、ミスターシービー（天海由梨奈）、ツインターボ（花井美春）、サトノダイヤモンド（立花日菜）、キタサンブラック（矢野妃菜喜）、ツルマルツヨシ（青山吉能）、サクラローレル（真野美月）、ナリタトップロード（中村カンナ）、シンボリクリスエス（春川芽生）、タニノギムレット（松岡美里）、メジロラモーヌ（東山奈央）、サトノクラウン（鈴代紗弓）、シュヴァルグラン（夏吉ゆうこ）、ジャングルポケット（藤本侑里）、カツラギエース（藤原夏海） | 「うまぴょい伝説」 | ゲーム『ウマ娘 プリティーダービー』関連曲                                       |
| 2023年3月29日  | SECOND LIVINGROOM                                                                                 | 春日未来（山崎はるか）、最上静香（田所あずさ）、箱崎星梨花（麻倉もも） | 「SECOND LIVINGROOM」 「U・N・M・E・I ライブ -MR remix-」 | ラジオ『THE IDOLM@STER MillionRADIO』テーマソング                               |
| 2023年4月22日  | THE IDOLM@STER LIVE THE@TER SOLO COLLECTION 12 Fairy Stars                                        | 最上静香（田所あずさ） | 「ABSOLUTE RUN!!!」 | ゲーム『アイドルマスター ミリオンライブ！ シアターデイズ』関連曲                |
| 2023年5月31日  | THE IDOLM@STER MILLION THE@TER VARIETY 03                                                         | 萩原雪歩（浅倉杏美）、福田のり子（浜崎奈々）、菊地真（平田宏美）、最上静香（田所あずさ）、永吉昴（斉藤佑圭） | 「春風満帆スターティング」 | ゲーム『アイドルマスター ミリオンライブ！ シアターデイズ』関連曲                |
| 2023年7月26日  | THE IDOLM@STER MILLION LIVE! グッドサイン                                                         | 765 MILLION ALLSTARS | 「グッドサイン」 | ゲーム『アイドルマスター ミリオンライブ！ シアターデイズ』関連曲                |
| 2023年7月26日  | THE IDOLM@STER MILLION LIVE! グッドサイン                                                         | フェアリースターズ | 「グッドサイン」 | ゲーム『アイドルマスター ミリオンライブ！ シアターデイズ』関連曲                |
| 2023年8月23日  | THE IDOLM@STER MILLION ANIMATION THE@TER『Rat A Tat!!!』                                          | MILLIONSTARS | 「Rat A Tat!!!」 | テレビアニメ『アイドルマスター ミリオンライブ！』オープニングテーマ             |
| 2023年8月23日  | THE IDOLM@STER MILLION ANIMATION THE@TER『Rat A Tat!!!』                                          | MILLIONSTARS | 「セブンカウント」 | テレビアニメ『アイドルマスター ミリオンライブ！』イメージソング                 |
| 2023年9月16日  | ウマ娘 プリティーダービー Solo Vocal Tracks Vol.7 5th EVENT ARENA TOUR GO BEYOND -GAZE-           | シンボリルドルフ（田所あずさ） | 「Everlasting BEATS（Game Size）」 | ゲーム『ウマ娘 プリティーダービー』関連曲                                       |
| 2023年10月25日 | THE IDOLM@STER MILLION ANIMATION THE@TER MILLIONSTARS Team8th『REFRAIN REL@TION』                 | MILLIONSTARS Team8th | 「REFRAIN REL@TION」 | テレビアニメ『アイドルマスター ミリオンライブ！』関連曲                         |
| 2023年2月6日   | 異次元★♥BIGBANG                                                                                   | 島村卯月（大橋彩香）、最上静香（田所あずさ）、月岡恋鐘（礒部花凜）、高海千歌（伊波杏樹）、上原歩夢（大西亜玖璃）、澁谷かのん（伊達さゆり）、日野下花帆（楡井希実） | 「異次元★♥BIGBANG」 | ライブイベント『異次元フェス アイドルマスター★♥ラブライブ！歌合戦』テーマソング |
| 2024年1月10日  | アイドルマスター ミリオンライブ！ BD 特装版第1巻 特典CD                                           | 春日未来（山崎はるか）、最上静香（田所あずさ）、伊吹翼（Machico） | 「Rat A Tat!!!」 | テレビアニメ『アイドルマスター ミリオンライブ！』挿入歌                         |
| 2024年1月10日  | TVアニメ『ウマ娘 プリティーダービー Season 3』ANIMATION DERBY Season 3 vol.3 Original Sound Track | キタサンブラック（矢野妃菜喜）、サトノダイヤモンド（立花日菜）、サトノクラウン（鈴代紗弓）、シュヴァルグラン（夏吉ゆうこ）、サウンズオブアース（MAKIKO）、ドゥラメンテ（秋奈）、トウカイテイオー（Machico）、メジロマックイーン（大西沙織）、ゴールドシップ（上田瞳）、スペシャルウィーク（和氣あず未）、サイレンススズカ（高野麻里佳）、ウオッカ（大橋彩香）、ダイワスカーレット（木村千咲）、ナイスネイチャ（前田佳織里）、ツインターボ（花井美春）、イクノディクタス（田澤茉純）、マチカネタンホイザ（遠野ひかる）、ロイスアンドロイス（田辺留依）、ヴィルシーナ（奥野香耶）、ヴィブロス（伊藤彩沙）、シンボリルドルフ（田所あずさ）、エアグルーヴ（青木瑠璃子）、ミホノブルボン（長谷川育美）、ライスシャワー（石見舞菜香）、サクラバクシンオー（三澤紗千香）、トーセンジョーダン（鈴木絵理）、マチカネフクキタル（新田ひより）、メイショウドトウ（和多田美咲）、メジロパーマー（のぐちゆり）、ダイタクヘリオス（山根綺）、コパノリッキー（稲垣好） | 「うまぴょい伝説」 | テレビアニメ『ウマ娘 プリティーダービー Season 3』エンディングテーマ            |
| 2024年1月15日  | Laters                                                                                            | テキサス（田所あずさ）、ラップランド（今井麻美） | 「Laters」 | ゲーム『アークナイツ』関連曲                                                    |
| 2024年2月21日  | THE IDOLM@STER MILLION ANIMATION THE@TER START THE DREAM                                          | MILLIONSTARS | 「REFRAIN REL@TION」 「Brand New Theater!」 | テレビアニメ『アイドルマスター ミリオンライブ！』挿入歌                         |
| 2024年2月21日  | THE IDOLM@STER MILLION ANIMATION THE@TER START THE DREAM                                          | 春日未来（山崎はるか）、最上静香（田所あずさ）、伊吹翼（Machico）、徳川まつり（諏訪彩花）、七尾百合子（伊藤美来）、箱崎星梨花（麻倉もも）、望月杏奈（夏川椎菜） | 「We Have A Dream（Anime ver.）」 | テレビアニメ『アイドルマスター ミリオンライブ！』挿入歌                         |
| 2024年2月21日  | THE IDOLM@STER MILLION ANIMATION THE@TER START THE DREAM                                          | MILLIONSTARS | 「Thank You!（Acoustic ver.）」 | テレビアニメ『アイドルマスター ミリオンライブ！』挿入歌                         |
| 2024年2月21日  | THE IDOLM@STER MILLION ANIMATION THE@TER START THE DREAM                                          | 最上静香（田所あずさ） | 「Snow White」 「Gift Sign」 | テレビアニメ『アイドルマスター ミリオンライブ！』挿入歌                         |
| 2024年2月21日  | THE IDOLM@STER MILLION ANIMATION THE@TER START THE DREAM                                          | 765 MILLIONSTARS | 「READY!!（Anime ver.）」 | テレビアニメ『アイドルマスター ミリオンライブ！』挿入歌                         |
| 2024年2月21日  | THE IDOLM@STER MILLION ANIMATION THE@TER START THE DREAM                                          | 如月千早（今井麻美）、最上静香（田所あずさ）、北沢志保（雨宮天）、箱崎星梨花（麻倉もも） | 「G線上のアリア」 | テレビアニメ『アイドルマスター ミリオンライブ！』挿入歌                         |
| 2024年2月21日  | THE IDOLM@STER MILLION ANIMATION THE@TER START THE DREAM                                          | MILLIONSTARS Team8th | 「READY!!（M@STER VERSION）」 | テレビアニメ『アイドルマスター ミリオンライブ！』関連曲                         |
| 2024年2月24日  | THE IDOLM@STER LIVE THE@TER SOLO COLLECTION 「REFRAIN REL@TION」 Fairy Stars                      | 最上静香（田所あずさ） | 「REFRAIN REL@TION」 | テレビアニメ『アイドルマスター ミリオンライブ！』関連曲                         |
| 2024年3月29日  | アイドルマスター ミリオンライブ！ BD 特装版第3巻 特典CD                                           | MILLIONSTARS Team8th | 「Rat A Tat!!!」 | テレビアニメ『アイドルマスター ミリオンライブ！』関連曲                         |
| 2024年4月24日  | THE IDOLM@STER MILLION C@STING 04 銀のテーブル木苺ジャム                                          | 水瀬伊織（釘宮理恵）、最上静香（田所あずさ）、矢吹可奈（木戸衣吹）、松田亜利沙（村川梨衣）、菊地真（平田宏美） | 「銀のテーブル木苺ジャム」 | ゲーム『アイドルマスター ミリオンライブ！ シアターデイズ』関連曲                |
| 2024年7⽉31⽇  | THE IDOLM@STER MILLION LIVE! 7Days A Week!!                                                       | 765 MILLION ALLSTARS | 「7Days A Week!!」 「DIAMOND DAYS」 | ゲーム『アイドルマスター ミリオンライブ！ シアターデイズ』関連曲                |
| 2024年7⽉31⽇  | THE IDOLM@STER MILLION LIVE! 7Days A Week!!                                                       | 水瀬伊織（釘宮理恵）、最上静香（田所あずさ）、矢吹可奈（木戸衣吹）、松田亜利沙（村川梨衣）、菊地真（平田宏美） | 「DIAMOND DAYS」 | ゲーム『アイドルマスター ミリオンライブ！ シアターデイズ』関連曲                |
| 2024年7⽉31⽇  | THE IDOLM@STER LIVE THE@TER SOLO COLLECTION 「DIAMOND DAYS」 FAIRY STARS                          | 最上静香（田所あずさ） | 「DIAMOND DAYS」 | ゲーム『アイドルマスター ミリオンライブ！ シアターデイズ』関連曲                |
| 2024年10月21日 | ブルーアーカイブ 青春あんさんぶる Vol.7 「美食研究会」                                            | 美食研究会 | 「美食追求の道 ～いただきます！～」 | ゲーム『ブルーアーカイブ』関連楽曲                                              |
| 2024年12月11日 | アイ NEED YOU（FOR WONDERFUL STORY）【ミリオンライブ！盤】                                        | THE IDOLM@STER BRILLIANT STARS | 「アイ NEED YOU（FOR WONDERFUL STORY）」 | 「アイドルマスターシリーズ」20周年記念楽曲                                      |
| 2024年12月11日 | アイ NEED YOU（FOR WONDERFUL STORY）【ミリオンライブ！盤】                                        | MILLIONSTARS | 「アイ NEED YOU（FOR WONDERFUL STORY）」 | 「アイドルマスターシリーズ」20周年記念楽曲                                      |
| 2024年12月11日 | アイ NEED YOU（FOR WONDERFUL STORY）【ミリオンライブ！盤】                                        | 最上静香（田所あずさ） | 「アイ NEED YOU（FOR WONDERFUL STORY）」 | 「アイドルマスターシリーズ」20周年記念楽曲                                      |

## イベント・ライブ

### その他ライブ・イベント
| 公演年 | タイトル                                                                     | 公演日・会場                                                       |
| ------ | ---------------------------------------------------------------------------- | ------------------------------------------------------------------ |
| 2014年 | ミュ〜コミ+プラス presents アニメ紅白歌合戦Vol.3                             | 1月19日 国立代々木競技場 第一体育館（東京都）※レポーターとして出演 |
| 2014年 | 15th Anniversary Live ランティス祭り 2014 関東公演                           | 9月13日 潮風公園太陽の広場（東京都）                               |
| 2015年 | ミュ〜コミ+プラス presents アニメ紅白歌合戦Vol.4                             | 1月25日 国立代々木競技場 第一体育館（東京都）                      |
| 2015年 | みるくらりあっと7S                                                           | 2月7日 ディファ有明（東京都）                                      |
| 2015年 | 〜ANISONG World Tour〜 Lantis Festival 2015 in Singapore                     | 3月28日 The Star Theater（シンガポール）                           |
| 2015年 | SPLASH LIVE! GIRLS SUMMER 2015 produced by アニぱら音楽館                    | 8月2日 新木場STUDIO COAST（東京都）                                |
| 2015年 | 影山ヒロノブ・遠藤正明・きただにひろしの「ゆかいな仲間たち2015」             | 8月14日 Zepp Tokyo（東京都）                                       |
| 2015年 | きたまえ↑ 札幌☆マンガ・アニメフェスティバル アニソン野外ライブ「アニフォレ」 | 9月12日 札幌芸術の森 野外ステージ（北海道）                        |
| 2015年 | アニソン・ハンター SPECIAL LIVE!!【夜の部】                                  | 10月11日 品川インターシティホール（東京都）                        |
| 2015年 | KITAQ POP FES ARUARUSTAGE                                                    | 11月29日 西日本総合展示場（福岡県）                                |
| 2016年 | ミュ〜コミ+プラス presents アニメ紅白歌合戦Vol.5                             | 1月31日 国立代々木競技場 第一体育館（東京都）                      |
| 2016年 | ANISON HISTORY Japan!! 2nd STAGE                                             | 3月31日 NHKホール（東京都）                                        |
| 2016年 | animeloLIVE! presents アニソンCLUB! VOL.01                                   | 5月1日 豊洲PIT（東京都）※昼夜2部制                                 |
| 2016年 | さーくるふぁいあー!! produce by SUPERBREAK                                   | 6月19日 川崎CLUB CITTA'（神奈川県）                                |
| 2016年 | Animelo Summer Live 2016 刻-TOKI-                                            | 8月26日 さいたまスーパーアリーナ（埼玉県）                         |
| 2016年 | No Maps presents 『SAPPORO ANI-HIGH!!』supported by Anison-R & ANI-ON!       | 10月15日 Zepp Sapporo（北海道）                                    |
| 2016年 | ANIMAX MUSIX 2016 YOKOHAMA                                                   | 11月23日 横浜アリーナ（神奈川県）                                  |
| 2016年 | リスアニ！LIVE TAIWAN [SATURDAY STAGE]                                       | 12月3日 台北國際會議中心（台湾）                                   |
| 2017年 | 小松未可子自主企画2マンライブ「Humming Maps vol.1」                          | 1月22日 渋谷CLUB QUATTRO（東京都）                                 |
| 2017年 | リスアニ！LIVE 2017 SUNDAY STAGE                                             | 1月29日 日本武道館（東京都）                                       |
| 2017年 | ミュ〜コミ+プラス presents アニメ紅白歌合戦Vol.6 代々木ファイナル            | 2月5日 国立代々木競技場 第一体育館（東京都）                       |
| 2017年 | Azusa Tadokoro LIVE in C3 Hong Kong                                          | 2月10日 香港會議展覽中心（香港）                                   |
| 2018年 | Anarchy In the Today vol.II                                                  | 2月17日 新宿ReNY（東京都）                                         |
| 2018年 | ANIMAX MUSIX 2018 OSAKA                                                      | 3月3日 大阪城ホール（大阪府）                                      |
| 2018年 | ANIMAX MUSIX 2018 YOKOHAMA supported by ひかりTV                             | 11月17日 横浜アリーナ（神奈川県）                                  |
| 2019年 | リスアニ！LIVE 2019 SATURDAY STAGE                                           | 1月26日 日本武道館（東京都）                                       |
| 2019年 | 20th Anniversary ランティス祭り 2019 A・R・I・G・A・T・O ANISONG 本公演      | 6月23日 幕張メッセ国際展示場 9-11ホール（千葉県）                  |
| 2019年 | リスアニ！LIVE SPECIAL EDITION ナツヤスミ“SUNDAY STAGE”                      | 8月4日 Zepp Tokyo（東京都）                                        |
| 2019年 | ANIMAX MUSIX 2019 YOKOHAMA                                                   | 11月23日 横浜アリーナ（神奈川県）                                  |
| 2021年 | ANIMAX MUSIX 2021 ONLINE supported by U-NEXT                                 | 1月31日 有明アリーナ（東京都）                                     |
| 2021年 | 第5回京都アニメーションファン感謝イベント KYOANI MUSIC FESTIVAL              | 11月20日 ロームシアター京都（京都府）                              |
| 2022年 | 声優紅白歌合戦 2022                                                          | 1月4日 東京ガーデンシアター（東京都）                              |
| 2023年 | EJ My Girl Festival 2023                                                     | 3月11日 市川市文化会館（千葉県）                                   |

### 定期イベント
- Anisong Ichiban!! presented by HoriPro
  - vol.1 - 7（2013年10月26日、11月30日、12月22日、2014年1月18日、2月16日、3月30日、7月6日：AKIBAカルチャーズ劇場）
  - in AnimeJapan（2014年3月22日：東京ビッグサイト・AnimeJapan 2014BLUEステージ）
  - in 赤坂BLITZ（2014年6月1日：赤坂BLITZ）
  - in Osaka!（2014年10月18日：ESAKA MUSE）
  - in KOKURA（2014年11月2日：あるあるYY劇場）
  - in NAGOYA!!（2015年1月31日：名古屋 CLUB QUATTRO）
  - in SENDAI!（2015年3月7日：仙台Rensa）
  - in KANAZAWA!（2015年6月7日：金沢エイトホール）
  - IN MATSUDO（2015年10月10日：森のホール21）
  - -外伝- in UTAZU（2015年11月22日：香川短期大学）
  - in SAPPORO（2016年7月17日：札幌PENNY LANE24）
  - in ディファ有明（2016年10月29日：ディファ有明）
  - IN MATSUDO（2017年10月22日：森のホール21）

## 書籍

### 写真集
- 田所あずさ 写真集 余白（2022年11月10日、主婦の友社、ISBN 978-4074535811）